# Sași
Sașii, sașii ardeleni, sașii transilvani, sașii transilvăneni sau oaspeții teutoni (în germană Siebenbürger Sachsen, colocvial Sachsen, în dialectul săsesc Siweberjer Såksen sau Soxen, latină Saxones, Hospites Flandrenses et Theutonici, Primi hospites regni, Germanici imperii in Transilvania, maghiară Erdélyi szászok), sunt un grup etnic de origini mixte din Europa de Vest și Europa Centrală, predominant germani (cel mai notabil luxemburghezi, franconi și lotharingi dar și bavarezi sau alsacieni din Franța), stabilit în sudul, sud-estul și nord-estul Transilvaniei începând cu mijlocul secolului al XII-lea (mai precis de la începutul anilor 1140/1150), vorbitori nativi ai dialectului săsesc (Siweberjesch Såksesch sau doar Såksesch) și ai germanei standard (i.e., Hochdeutsch). De asemenea, dialectul săsesc este înrudit semnificativ cu limba ripuară precum și cu limba luxemburgheză, mai ales din punct de vedere lexical, fonetic și morfologic, dată fiind izolarea geografică relativă ale amândurora față de alte dialecte germane. Totodată, anumite dialecte țipțerești din Spiš (germană Zips, română Spiș), nord-estul Slovaciei de astăzi sunt înrudite cu dialectul săsesc având în vedere originea acestora comună vest-central germană, mai precis renană (i.e., din Renania sau din zona Rinului de nord, incluzând Ducatul Luxemburgului, atunci un stat constitutiv al Sfântului Imperiu Roman, cunoscut de asemenea și ca Sfântul Imperiu Romano-German). Pe lângă limba germană medievală sau germana veche (i.e., Althochdeutsch respectiv Mittelhochdeutsch, dialectul săsesc fiind la un nivel parțial de similaritate cu cea din urmă încă), unii coloniștii medievali vest europeni cunoscuți colectiv drept sași mai vorbeau și limba franceză veche, valona respectiv flamanda, toate aceste limbi influențând dezvoltarea dialectului săsesc, împreună cu limba română și limba maghiară ulterior de asemenea (cele două limbi din urmă contribuind la îmbogățirea lexicului dialectului săsesc).
Împreună cu țipțerii (germană Zipser, Zipser Deutsche sau Zipser Sachsen) din Spiš (germană Zips, maghiară Szepes), Slovacia de astăzi (precum și din Maramureș și Bucovina) și cu germanii baltici (germană Deutsch-Balten), sașii transilvăneni reprezintă unul dintre trei cele mai vechi grupuri etnice germane care trăiește neîntrerupt din Evul Mediu (mai precis Evul Mediu Mijlociu) până în prezent în Europa Centrală și de Est, ca parte a procesului de colonizare germană în aceste părți ale Europei, proces cunoscut în istoriografia germană drept „Ostsiedlung/Ostdeutsche Kolonisation” (i.e., „Așezare/colonizare estică”, cunoscută alternativ și ca „Drang nach Osten”, i.e., expansiune estică, formulă apărută în secolul al XIX-lea, parțial cu conotații geopolitice atunci, reluate ulterior în secolul al XX-lea în context național socialist).
În Evul Mediu, o parte din sașii transilvăneni (cel mai probabil din zona Bistriței) au trecut Munții Carpați și s-au așezat și în nord-vestul Principatul Moldovei, formând o comunitatea compactă cel mai important pe teritoriul actual al județelor Suceava (în sudul Bucovinei/Bucovina de Sud) și Neamț respectiv în orașele Baia (germană Moldenmarkt) și Târgu Neamț (germană Niamtz). De asemenea, sașii au fost prezenți și în procesul de colonizare al Țării Românesti (Valahia) urmându-l pe Negru Vodă sau Radu Negru la fondarea statului medieval românesc la sud de Carpați, mai precis în orașele Târgoviște (germană Tergowisch/Tergowiste) si Câmpulung Muscel (germană Langenau). Totodată, sașii au mai contribuit la fondarea altor orașe românești medievale, cel mai notabil Suceava (germană Sedschopff sau Suczawa).
În întreaga istorie a acesteia, comunitatea săsească a fost una predominantă pașnică, foarte muncitoare, pioasă, conservatoare, tolerantă cu celelalte comunități etnice conlocuitoare, comerciantă și burgheză, bucurându-se de privilegiile administrative, economice, sociale și politice emise prin „Diploma andreană” (latină Diploma Andreanum, germană Das Andreanum sau Der Goldenen Freibrief der Siebenbürger Sachsen) și confirmate ulterior prin autonomia „Universității Săsești” (germană Sächsische Nationsuniversität) din Evul Mediu până în Epoca modernă. Sașii s-au răsculat în 1277 împotriva birurilor bisericii catolice și au ars biserica catolică din Alba Iulia cu tot cu enoriașii din interior. Fapte similare s-au petrecut în întreaga Transilvanie. După terminarea Primului Război Mondial, sașii transilvăneni au contribuit la unirea Transilvaniei cu România, votând o adeziune la unirea cu Regatul României, fiind o minoritate etnică foarte loială statului român. La fel precum sașii în Transilvania, și șvabii în Banat precum și germanii bucovineni în Bucovina au votat pentru unirea regiunilor lor cu patria românească după Primul Război Mondial. 
Astfel, sașii transilvăneni fac parte din grupul mai larg al germanilor din România după 1918 și sunt cel mai vechi sub-grup constitutiv al acestuia, având o istorie însemnată și bogată de peste 800 de ani pe teritoriul actual al României. În afara zonelor tradiționale, istorice sau etnografice cunoscute din sudul, sud-estul respectiv nord-estul Transilvaniei, comunități mai mici de sași s-au regăsit și se mai regăsesc în nord-vestul Transilvaniei (e.g., în zona Clujului precum și în împrejurimi). Precum alte grupuri constitutive ale germanilor din România, sașii transilvăneni au fost încadrați în trecut, din punct de vedere istoric, cultural și geopolitic, în conceptul german de „Mitteleuropa” (i.e., Europa Centrală). Ca toate grupurile constitutive ale minorității germane din România, sașii sunt reprezentați la nivel politic în România de Forumul Democrat al Germanilor din România (FDGR/DFDR). În Statele Unite ale Americii, comunitatea săsească emigrată în această țară este reprezentată de asociația Alliance of Transylvania Saxons. În Canada există de asemenea o importantă comunitate săsească.

## Istoria colonizării sașilor în Transilvania

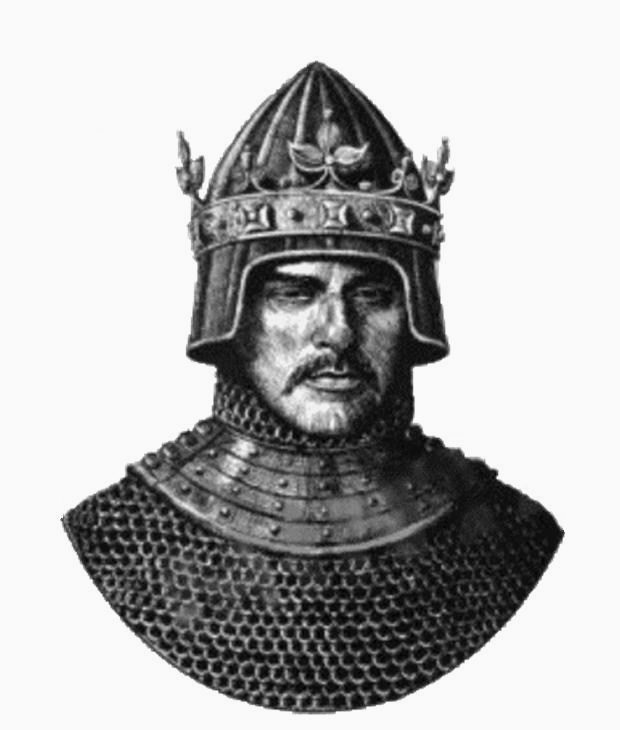
Regele maghiar Géza al II-lea, reprezentat pe o gravură de la sfârșitul secolului al XVIII-lea, monarhul care i-a invitat pe sași în Transilvania

Colonizarea sașilor în Transilvania a fost inițiată de regele Géza al II-lea (1141–1162) al Ungariei, fiind justificată, în esență, prin rațiuni de ordin economic (dezvoltare economică/comercială regională) și militar (mai precis defensiv în fața anumitor popoare invadatoare și migratoare asiatice de-a lungul Evului Mediu Clasic, i.e., cumani, pecenegi, mongoli, tătari, mai târziu turcii otomani de asemenea). Astfel, timp de câteva secole, sarcina principală a acestor coloniști vest europeni (inclusiv germani) cunoscuți ca sași a fost apărarea granițelor de sud, sud-est și nord-est ale fostului regat maghiar (care îngloba și Transilvania în Evul Mediu Clasic; aceeași sarcină având-o și secuii în regiunea montană de est) precum și dezvoltarea economică a regiunii (care s-a produs și prin comerț cu Țara Românească la sud respectiv cu Principatul Moldovei la est), fondând în această perioadă de timp numeroase și importante așezări fortificate atât la nivel rural cât și la nivel urban. O altă sarcină principală foarte importantă a coloniștilor sași la nivel economic a fost aceea a mineritului, care s-a desfășurat cel mai notabil în zona Bistriței sau Țării Năsăudului (germană Nösnerland sau Nösnergau, a doua denumire fiind cea arhaică în limba germană pentru această regiune etnografică), aceasta fiind o regiune bogată în minereuri (mai precis metale prețioase, mai precis aur și argint, precum și sare respectiv cupru). În ceea ce privește agricultura, sașii au venit cu o tehnologie agricolă nouă în Transilvania, mai exact asolamentul bienal (uneori chiar trienal), care se mai practica încă în Europa de Vest în perioada carolingiană și care făcea parte anterior din sistemul roman chiar. Asolamentul bienal se referă la o alternare de lucrare a recoltei pământului, în primul an al procesului de recoltare câmpul fiind însămânțat iar în cel de-al doilea fiind lăsat nerecoltat pentru a se putea odihni (fiind astfel lăsat pârloagă pentru a-și putea reface fertilitatea). Asolamentul trienal se referă la lucrarea a două terenuri și lăsarea celui de-al treilea necultivat pentru următorul an (urmând ca în anul următor terenurile să se alterneze, astfel încât niciunul dintre acestea să nu rămână nelucrat). Coloniști germani și valoni cunoscuți colectiv drept sași au contribuit de asemenea în viticultură în Evul Mediu, ajutând la răspândirea cultivării viței de vie în Principatul Moldovei precum și în Țara Românească. De asemenea, încă din Evul Mediu sașii au prețuit educația, școala fiind obligatorie pentru copiii lor.
Procesul colonizării germane în Transilvania a continuat până spre sfârșitul secolului al XIII-lea și începutul veacului următor (precum și ulterior de-a lungul celorlalte secole din Evul Mediu și continuând în Epoca modernă, încheiindu-se cu valuri mai mici și sporadice de coloniști germani în secolul al XIX-lea, provenind din centrul și sud-vestul Germaniei de astăzi). Conform istoricului sas Horst Klusch, a fost lansată ipoteza conform căreia primii coloniști germani stabiliți în Transilvania sunt, de fapt, unii din germanii care, din aprilie până în octombrie 1096, participaseră la Cruciada țăranilor. Totodată, tipul de sesie principală sau cea mai răspândită în Transilvania pentru coloniștii sași a fost sesia flamandă (în contrapondere cu sesia franconă, folosită în regiunile împădurite; sesia flamandă, cu formele acesteia mai puțin rigide față de cea franconă, avea rolul de a umple „golurile de locuire”). În același timp, tipul arhitectural de casă pentru colonișiii germani timpurii în Transilvania a fost tipul francon.
În afară de Transilvania, sesia flamandă a mai avut o arie de răspândire în regiunea Meißen (landul Saxonia de astăzi), Luzacia (o regiune istorică situată între Germania și Polonia), Silezia (regiune istorică aflată în sud-vestul Poloniei, reprezentată de Voievodatul Silezia Inferioară dar și parțial în Germania și Republica Cehă), pe cursul de mijloc al râului Elba, Brandenburg, Mecklenburg, Pomerania, Prusia precum și parțial în Polonia și Lituania.
În comunitățile săsești, aceștia erau conduși de șoltuz (germană Schultheiß, echivalentul titlului de primar contemporan, villicus în latină sau Hann în germană de asemenea) și, la nivel judiciar, de greav (germană Graf, Gräf, comes, judex, comes Saxonum mai precis de asemenea în latină; română comitele sas), greavii constituind nobilimea (unul dintre cei mai cunoscuți greavi fiind Joachim de Sibiu/Hermannstadt, printre ai căror sodați sunt consemnați și românii în anul 1210), sașii având astfel parte de o democrație în stil medieval sub egida autonomă a Universității Săsești (germană Sächsische Nationsuniversität, latină Universitas Saxonum; impropriu spus universitate după înțelesul academic standard ci, mai degrabă, un corp guvernamental regional autonom pentru întreaga etnie săsească din Transilvania), fiind astfel scutiți de impozite în cadrul regatului maghiar prin Diploma andreană dar percepând anumite impozite în cadrul orașelor lor fortificate celor care nu erau nativi și doreau accesul în acestea (cel mai notabil pentru a-și desfășura activitatea comercială). Anumite orașe săsești (sau conduse parțial de sași în zonele geografice extra-carpatice, e.g., Moldova), mai precis Bistrița (germană Bistritz sau Nösen, aceasta din urmă fiind forma arhaică a numelui orașului în limba germană) sau Sibiu (germană Hermannstadt) precum și Câmpulung Moldovenesc (germană Kimpolung) sau Suceava (germană Sedschopff) în nordul Principatului Moldovei, ulterior Bucovina respectiv Bucovina de Sud sau Județul Suceava, operau în trecut sub dreptul german, mai precis sub legea germană de tip Magdeburg (cunoscută și ca „Drepturile Magdeburg”). Sașii mai aveau dreptul de a-și alege singuri preoții precum și judecătorii (singular jude; latină villicus, în germana veche Hann). Funcția de judecător medieval va evolua gradual în cea de primar (i.e., șoltuz).

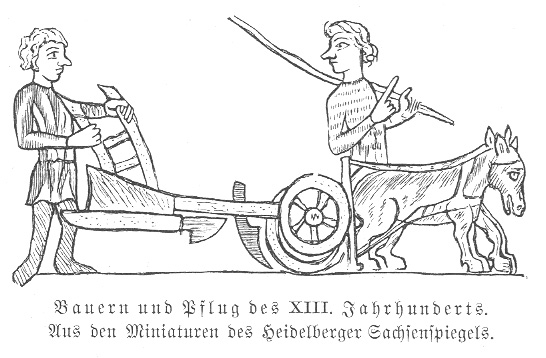
Țărani din secolul al XIII-lea, ilustrație din manuscrisul medieval german Heidelberger Sachsenspiegel scris la începutul secolului al XIV-lea.

Primul colonist sas în Transilvania, conform istoricilor transilvăneni, cel puțin la nivel nominal conform unei mențiuni medievale din anul 1148 (ergo în timpul domniei regelui Géza al II-lea) din Analele Rodense de la mănăstirea Rade (Rode) de lângă Aachen, atunci în ducatul Lotharingiei Inferioare, a fost un anume Hezelo din Merkstein. Nu este sigur însă dacă acest Hezelo a fost cu adevărat primul colonist german în Transilvania consemnat în mod oficial deoarece nu reiese clar din această mențiune dacă acesta a emigrat în urma vânzării întregii sale avuții către biserica Klosterrath fie în Transilvania propriu-zisă fie în altă parte în Regatul Ungariei. Un alt prim colonist înaintea lui Hezelo ar fi fost un anumit Anselm (mai precis consemnat oficial ca Anselm de Braz) de origine valonă însă, din nou, nu este sigură emigrarea lui în spațiul transilvănean în perioada aceea, ba mai mult, aceasta chiar este mai nesigură decât cea a lui Hezelo care ar fi survenit ipotetic ulterior.
Indiferent de certitudinea emigrării fie a lui Anselm fie a lui Hezelo în Transilvania propriu-zisă, conform lui Gustav Wenzel, locuitorii satelor Cricău (germană Krakau), Ighiu (germană Grabendorf), ambele situate lângă Alba Iulia (germană Weißenburg/Karlsburg), precum și Romos (germană Rumessdorf; situat în Scaunul Orăștiei/Brooser Stuhl), numiți de regele Andrei al II-lea al Ungariei la 1206 „Saxones” respectiv „primi hospites regni” (i.e., primii oaspeți ai regatului/primi oaspeți regali) ar fi fost, de fapt, primii coloniști germani din sudul Transilvaniei, consemnați la nivel oficial cu certitudine, această părere fiind acceptată și de alți istorici.
În cazul coloniștilor vest europeni care s-au așezat în zona Sibiului (germană Hermannstadt), aceștia au găsit o zonă relativ mlăștinoasă și cu o densitate a populației semnificativ mai mică decât cea din Epoca contemporană, chiar dacă aceasta era locuită majoritar tot de etnici români la venirea acestora (parțial chiar și de secui, cf. Thomas Nägler, 1981). Peisajele naturale pe care le-au întâlnit primii coloniști sași în zona Sibiului sunt și motivul pentru care sunt înfățișate florile de nufăr/lotus de pe stema municipiului Sibiu/Hermannstadt. De asemenea, în procesul de fortificare a granițelor fostului regat maghiar medieval (sau fostului regat arpadian, după cum îl descrie profesorul doctor în istorie Thomas Nägler), secuii si sașii au folosit un tip de palisade cunoscute ca prisăci. Stilul principal arhitectural pe care coloniștii sași l-au adus prin ridicarea primelor biserici fortificate ale acestora a fost stilul romanic (e.g. Biserica Sfântul Mihail din Cisnădioara/Michelsberg) urmat de cel gotic, cel puțin în zona Sibiului. Nu se cunoaște precis numărul total de așezări rurale fortificate fondate de sași în Evul Mediu Clasic, dar se estimează la câteva sute.

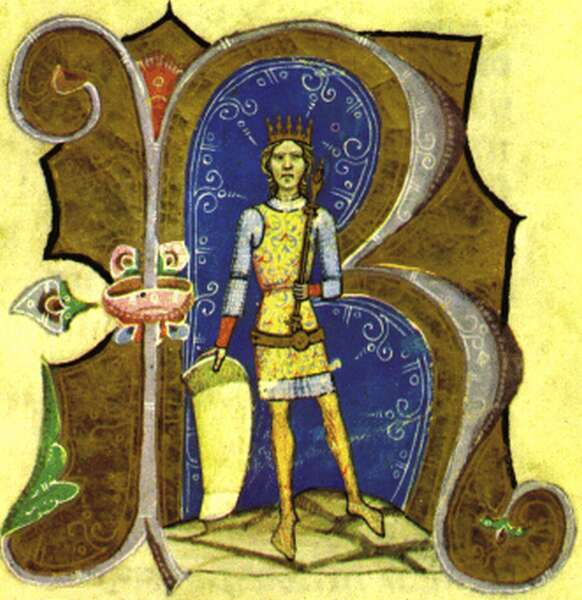
Regele Géza al II-lea al Ungariei în Cronica pictată de la Viena (latină Chronicon Pictum)
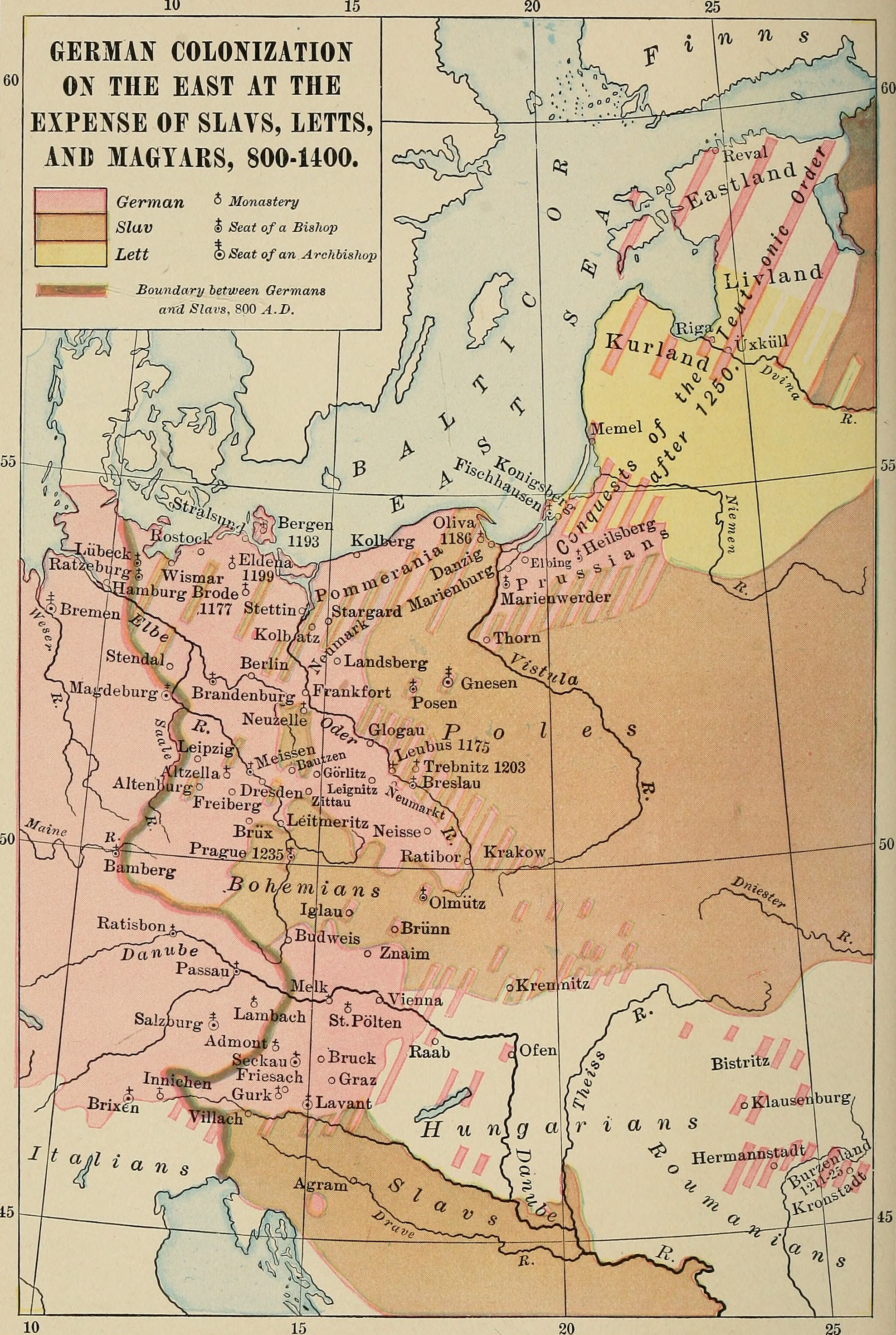
Hartă în limba engleză înfățișând procesul de așezare (sau expansiune) germană estică (germană Ostsiedlung), început în Evul Mediu Clasic, cu teritoriile din Transilvania colonizate parțial de către sași colorate în roz hașurat.
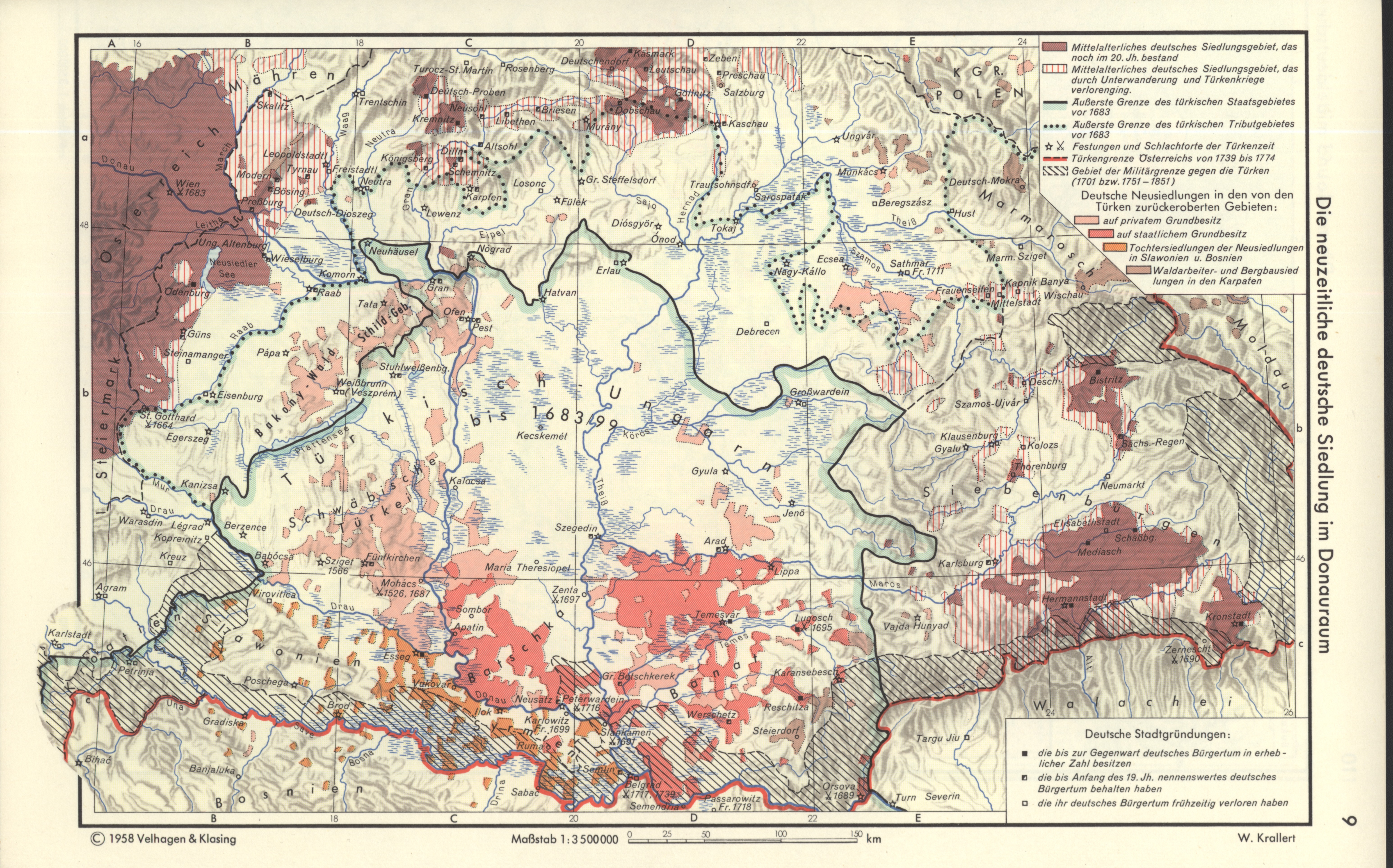
Așezarea germanilor în regatul medieval al Ungariei (după Wilfried Krallert; cărămiziu: zone colonizate în Evul Mediu cu germani, încă locuite de aceștia în secolul al XX-lea; hașurat vertical cu roșu: zone colonizate în Evul Mediu cu germani, depopulate în secolul al XVI-lea și al XVII-lea)
Stema orașului Sibiu (germană Hermannstadt, unul dintre cele mai importante orașe ale sașilor transilvăneni de-a lungul timpului.[g]
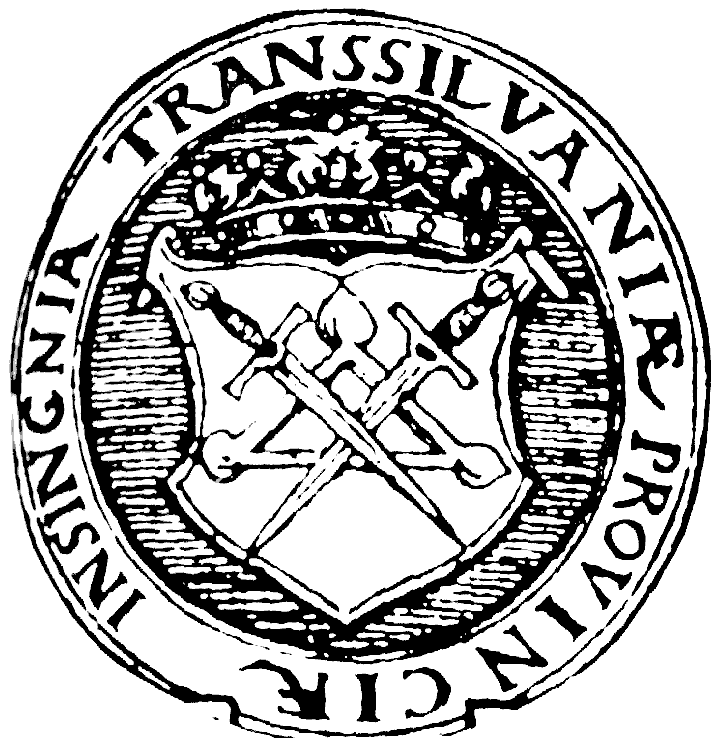
Stema medievală a Transilvaniei, cu sigiliul Sibiului (germană Hermannstadt) situat în centrul acesteia.
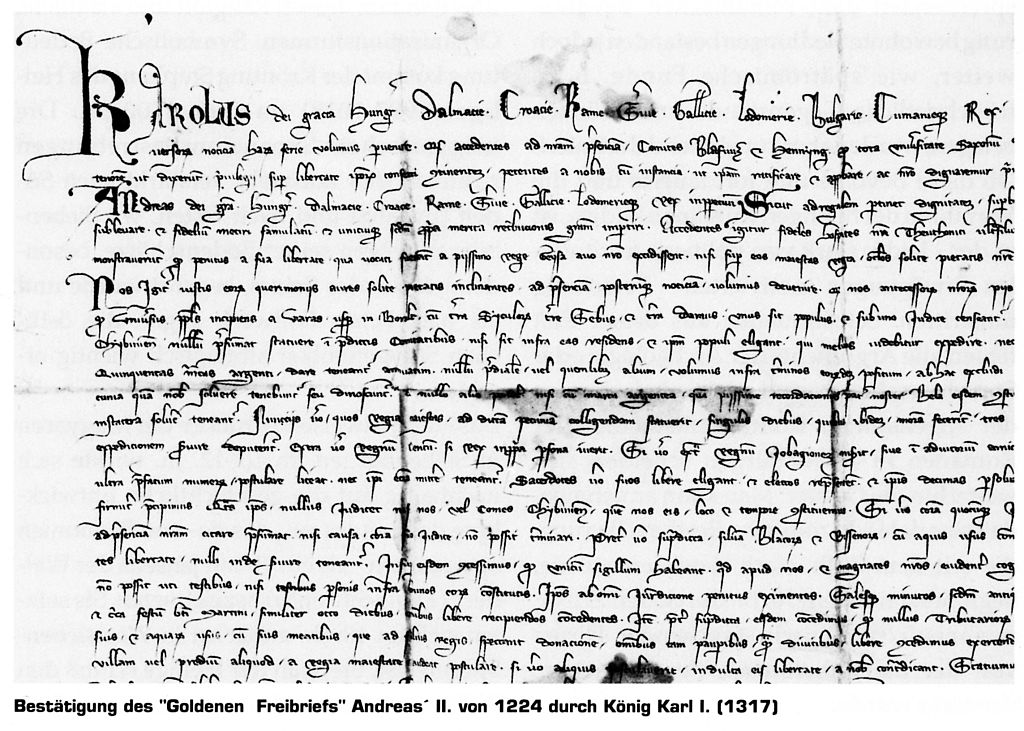
Textul scris pe Diploma andreană de la 1224, document medieval care conferă o serie de drepturi pentru coloniștii sași din Transilvania
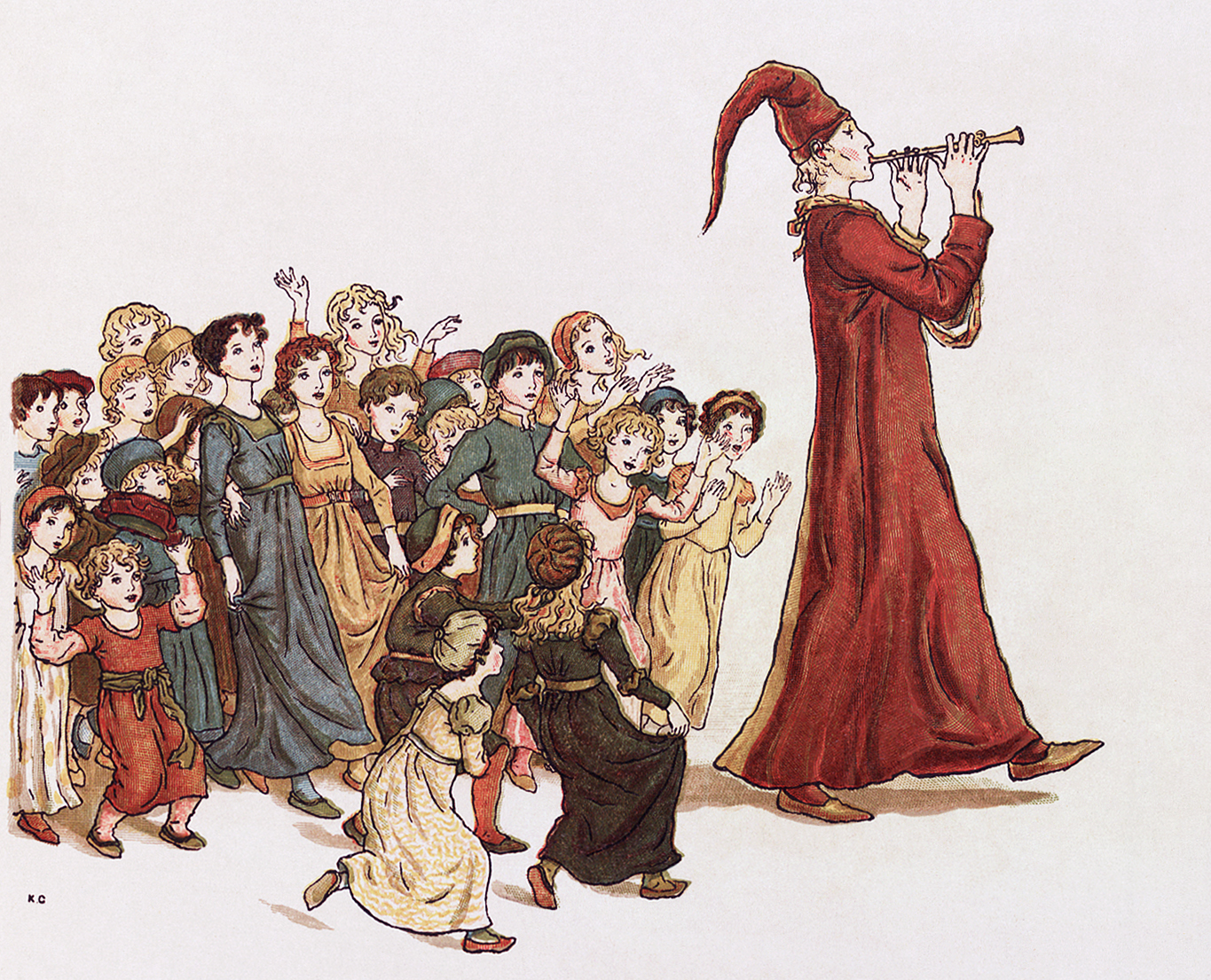
Ilustrație din 1888 înfățișându-l pe fluierașul fermecat din Hameln fermecându-i pe copiii orașului cu cântecul flautului său.
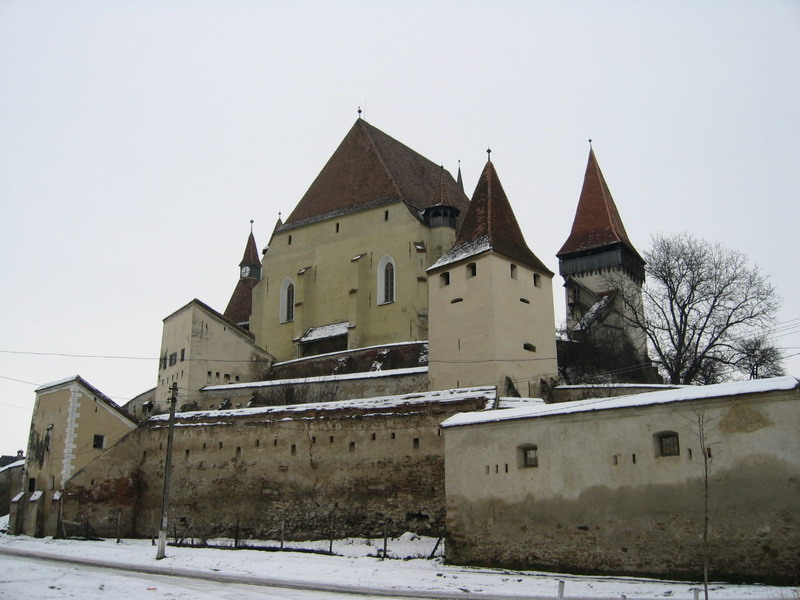
Biserica evanghelică luterană fortificată din Biertan (germană Birthälm), monument UNESCO, parte a patrimoniului mondial UNESCO din România precum și un exemplu notabil de fortificație medievală săsească din mediul rural
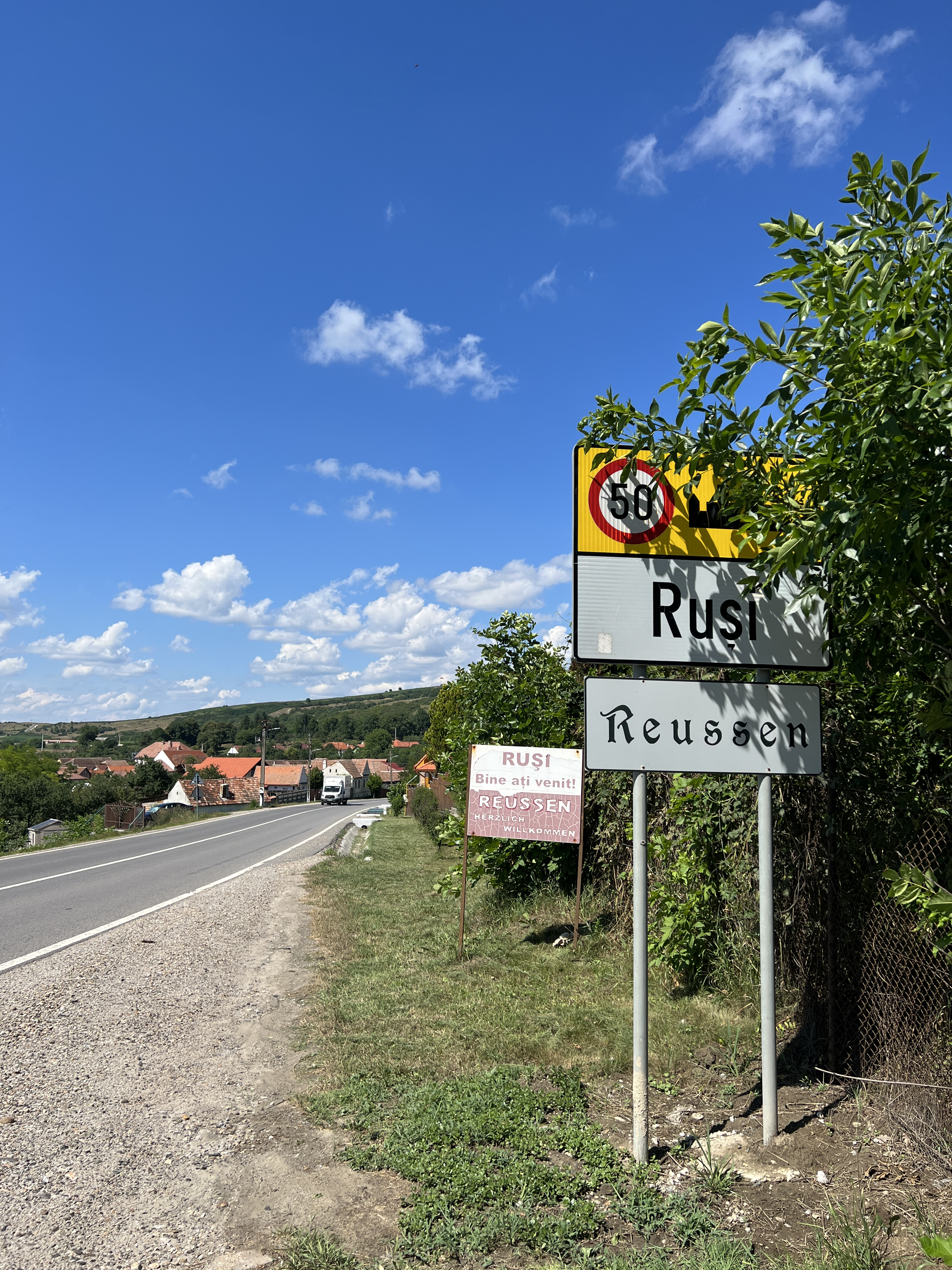
Inscripție bilingvă româno-germană la intrarea dintr-un sat din Transilvania (Ruși)
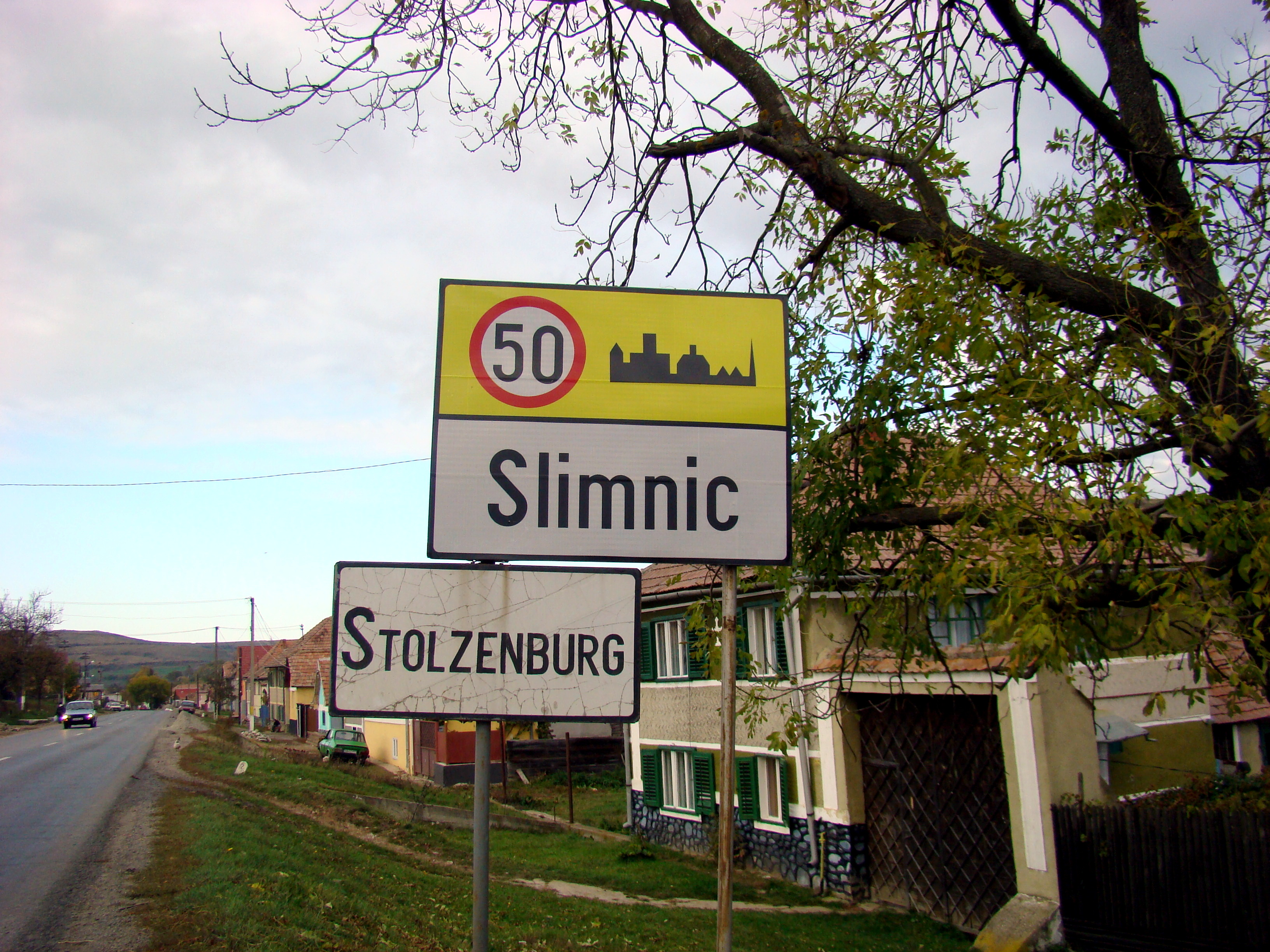
Inscripție bilingvă româno-germană la intrarea dintr-un sat din Transilvania (Slimnic)

În termeni de legendă, povestea venirii primilor coloniști sași în Transilvania este strâns legată de povestea fluierașului din Hamelin (germană Hameln), cunoscut în germană ca Der Rattenfänger von Hameln, Hamelin fiind un important oraș istoric situat în nordul Germaniei de astăzi, mai precis în landul Saxonia Inferioară (germană Niedersachsen), care ar fi condus un grup de copii printr-un tunel subteran din nordul Germaniei de astăzi până în Transilvania, copiii fiind fermecați de cântecul fluierașului care nu a fost plătit corespunzător până la capăt pentru o muncă de a eradica orașul respectiv de șobolani și șoareci (în acest sens, a se vedea povestea „Fluierașului fermecat din Hameln” de Frații Grimm, poveste care a popularizat legenda). Această poveste este, evident, una fără niciun fundament istoric solid. Totodată, acest basm sau această poveste este valabilă și pentru originea altor grupuri de germani colonizați în Europa Centrală și de Est, fără însă a se baza, din nou, pe fundamente istorice solide (deși profesorul german Wolfgang Mieder afirmă în cartea sa intitulată The Pied Piper: A Handbook că existe documente conform cărora germani din Hamelin și împrejurimi au colonizat anumite părți din Transilvania). Dincolo de basm, povestea fluierașului fermecat poate să reprezinte, de fapt, o memorie de demult a unui lokator, un intermediar al procesului de colonizare germană către Estul Europei.
Sașii din zona Sibiului/Hermannstadt, cea mai importantă zonă geografică a sașilor transilvani ca drepturi medievale garantate de Diploma andreană, au provenit, de fapt, din zona Luxemburgului de astăzi, Franconiei dar și din zona Râului Ruhr. În timpul colonizării timpurii a sașilor în Transilvania (i.e., în Evul Mediu Clasic, mai precis în secolele XII-XIII), o altă populație predominantă germană a fost colonizată în fostul comitat Szepes (sau Zips cum este cunoscut în germană) concomitent, atunci situat în Ungaria Superioară (germană Oberungarn), astăzi în nord-estul Slovaciei, regiunea Spiš mai precis, o populație cu origini comune cu sașii transilvăneni, mai precis țipțerii (sau sașii țipțeri, germană Zipser Sachsen). De altfel, o parte din dialectele țipțerilor din Slovacia (i.e., Zipserdeutsch/Zipserisch, mai precis dialectele zipser/țipțer de sus) se înrudesc sau sunt similare cu cele ale sașilor din Transilvania date fiind originile renane comune ale celor două grupuri de germani.
Documentul medieval care a întărit drepturile coloniștilor sași în zona Sibiului/Hermannstadt a fost Diploma andreană, emisă în anul 1224 în timpul domniei lui Andrei al II-lea al Ungariei. Printre drepturile stipulate în diplomă se afla dreptul la comerț sau negoț liber în întregul fost regat maghiar, fără a da vămi fostelor autorități regale maghiare (i.e., impozite/taxe).

## Nume

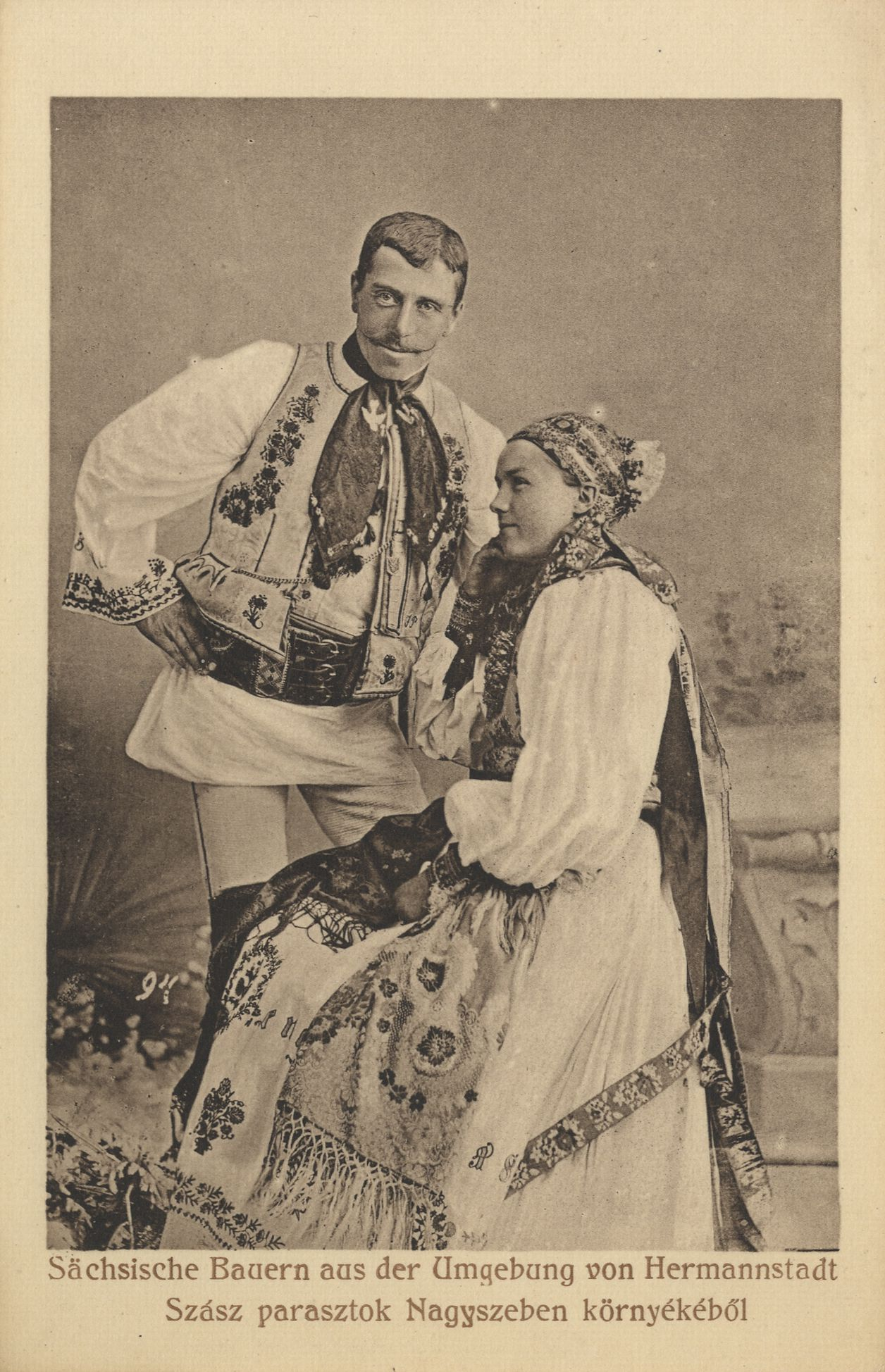
Țărani sași din zona Sibiului în jurul anului 1900

Originea numelui pe care l-au purtat locuitorii în urma colonizării Transilvaniei de către coloniștii germani a căror proveniență de bază a reprezentat-o regiunea Renania, este controversată și încă nelămurită în rândul cercetătorilor. Deoarece un numar relativ mic al coloniștilor erau de origine saxonă, așa cum rezultă și din studiul dialectului săsesc, se constată într-un mod surprinzător și paradoxal, că numele de „sași” a fost preluat de ei înșiși începând cu secolul al XIV-lea. Primele mențiuni documentare din secolul al XII-lea și începutul secolului al XII-lea fac referire la „Flandrenses”, „Saxones” și „Theutonici”. Documentele din arhivele papale din aceeași perioadă preferă denumirea de „Theutonici”, iar documentele arpadiene îi numește „Saxones”. Mult mai rar, documentele papale fac referire la „Flandrenses” sau „Saxones”. Wilfried Loth consideră ca și majoritatea cercetătorilor că numele folosite se referă la aceeași populație.
Denumirea de „sași” (i.e. „Saxones” din latină) dată coloniștilor este atestată documentar doar în 1206, când regele Andrei al II-lea al Ungariei (1205–1235) a conferit privilegii sașilor (în latină primi hospites regni) din Cricău (Krakau), Ighiu (Krapundorf) și Romos (Rumes) și le-a asigurat un statut juridic propriu.
Deoarece în cancelaria regală s-a încetățenit denumirea de „sas”, germanii din Ardeal au fost denumiți în mod unitar sași. La începuturile colonizării, denumirea de „sași” era dată minerilor săraci și persoanelor condamnate din Saxonia.
Limba vorbită de sași a fost numită de aceștia în dialectul săsesc „Såksesch” (în germană Sächsisch) abia relativ de curând, în timp ce țăranii înșiși își desemnau modul de vorbire ca „detsch” (în germană Deutsch), adică germană, în timp ce germana literară/standard (în germană Hochdeutsch) era denumită în dialectul săsesc „Muëseresch”, adică „limba soldaților austrieci”, văzuți de ei ca străini.
Karl Kurt Klein a avansat ideea că sașii nefiind „Saxones”, au primit numele de la cineva din afara Transilvaniei. În susținerea conceptului stau numele localităților întemeiate pe timpul colonizării, consemnate mai târziu, care conțin cuvântul „deutsch” (exemplu: Deutsch-Kreuz - Criț). Aceste nume au fost comparate cu „Sachsenhausen” (Săsăuș), în dialect „Sessenhousn”. Cum termenul de „Sassen” este folosit în Saxonia Inferioară și îi desemnează pe saxoni, induce ideea că primii coloniști germani au fost saxoni și de aceea și-au dat ei înșiși numele de „sași” (Sassen). Cuvântul „Sassen”, în dialectul săsesc „Sessen”, înseamnă pe lângă numele lor și „locuitor” sau „încetățenit”. Cercetătoarea Annelise Thudt precizează în schimb că numele de „Untergesäss” și „Obergesäss” nu indică implicit că locuitorii acestor localități se considerau saxoni.
Cu mult timp după încheierea procesului de colonizare, s-a constatat că locuitorii au preluat numele de „sași” dintr-o pronunție nesaxonă „Sachsen”. Această proveniență a fost stabilită prin studierea foneticii dialectului săsesc, rezultând ideea că ar trebui să sune „Sasse” dar de fapt era pronunțat „Sachse” (i.e. singular saxon în germana standard/literară în traducere). Alte ipoteze ar fi că:
- germanii din Transilvania au preluat termenul de „Saxones” din cancelariile regale.
- termenul de sas ar proveni de la particula „szász” pe care ungurii o atașau localităților locuite de către coloniști germani, chiar dacă la localitățile similare din Ungaria particula folosită era „németi”.[44]

Acest fapt susține ipoteza că  în cancelaria maghiară se dorea o diferențiere netă între germanii din Transilvania și din Spiš (germană Zips) față de cei așezați în Panonia. Această deosebire apare și în harta publicată de către Mályusz Elemér în 1939 în revista „Századok”.
„...Explicația că, în ochii slavilor și maghiarilor, „sas” ar însemna „colonist german”, nu are niciun suport, germanii din Ungaria fiind și ei coloniști în aceeași măsură ca și sașii din Transilvania. Dacă cumva slavii de apus înțelegeau prin „sas” miner, lucru de altfel îndoielnic, această diferențiere frapantă rămâne fără explicație, deoarece numai o foarte mică parte a locuitorilor germani din Transilvania se ocupau într-adevăr cu mineritul. Numele de „sași” a fost folosit de toate popoarele din Transilvania, nu numai de germani. Dacă românii din Transilvania folosesc cu precădere acest nume, în Moldova și în Țara Românească s-a impus folosirea denumirii de neamț.”—Thomas Nägler - Așezarea sașilor în Transilvania, București, Editura Kriterion, 1992, p. 197.

## Așezările medievale

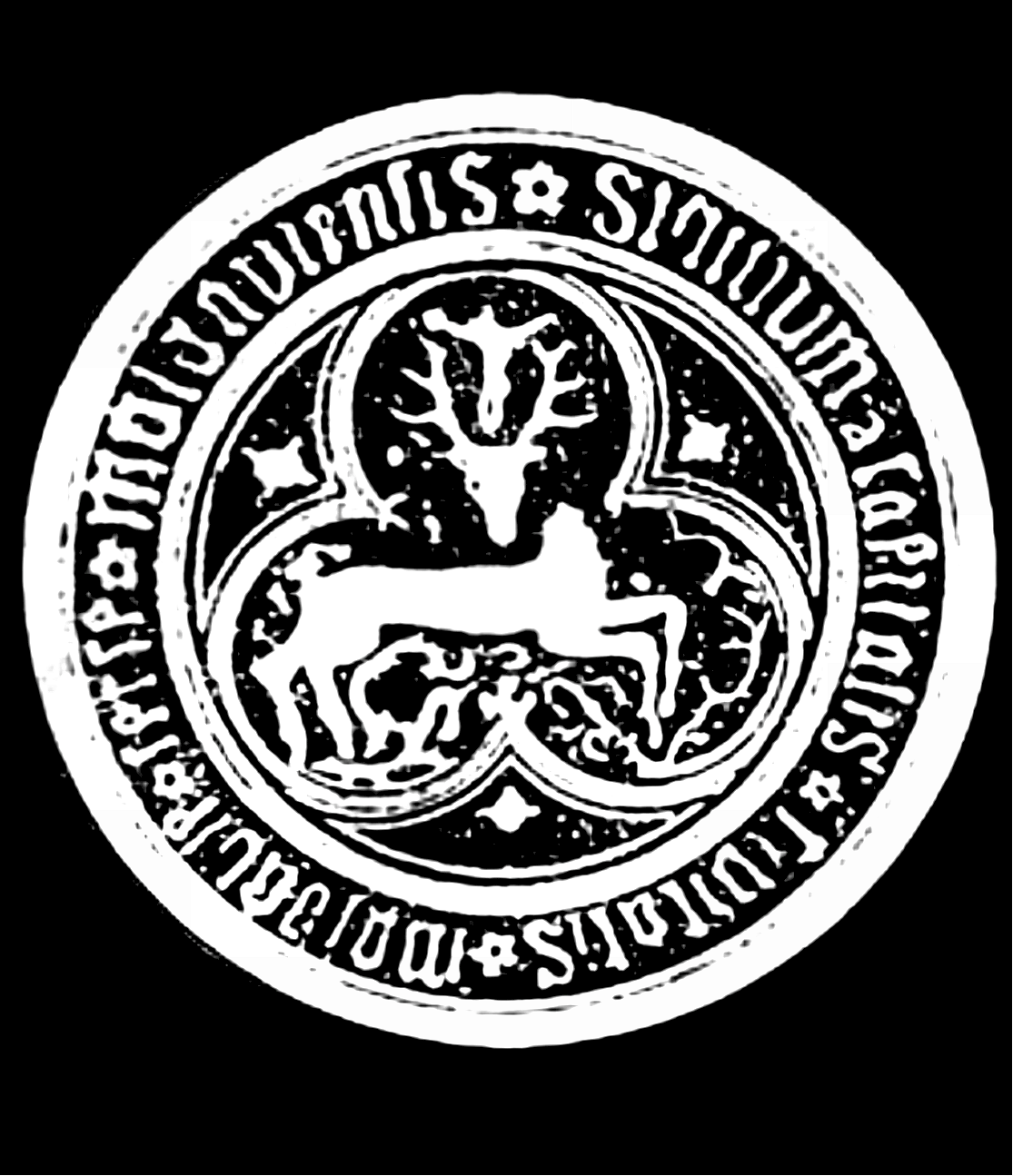
Sigiliul orașului medieval Baia (Moldenmarkt), prima capitală a Principatului Moldovei fondată de sași, care evocă legenda sfântului Hubertus (sau Hubert), sfântul protector al vânătorilor. Pe actualul cuprins al județului Suceava s-a aflat o comunitate săsească relativ mică dar influentă în Evul Mediu, în Baia și Suceava, orașul reședință de județ.

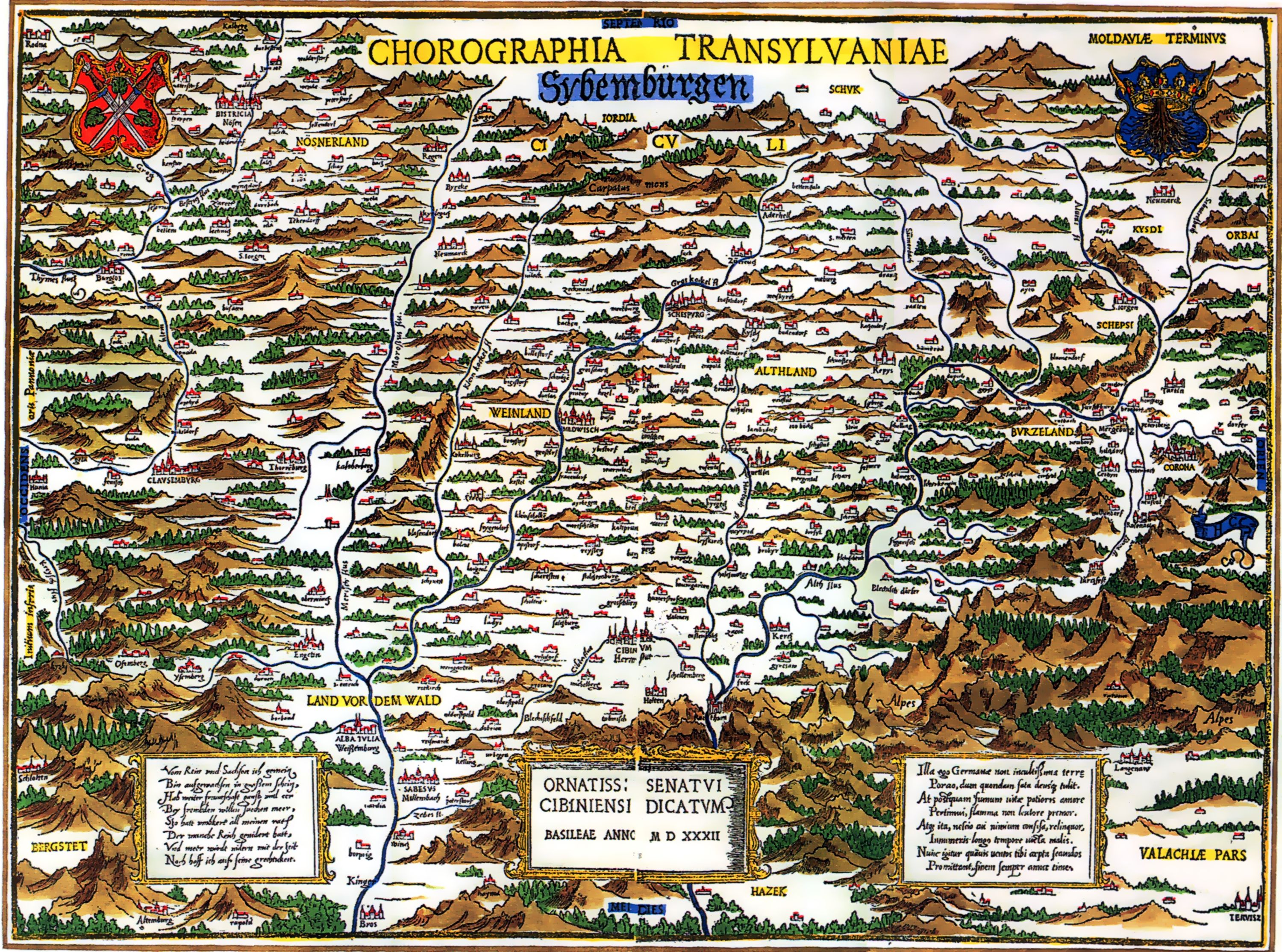
Chorographia Transylvanianiae/Sybembürgen, hartă din anul 1532 de umanistul sas Johannes Honterus înfățișând Transilvania, inclusiv cu regiunile etnografice săsești din interiorul acesteia (marcate în galben).

Primii coloniști - germani (lotharingi, franconi, bavarezi, franci), luxemburghezi, valoni și flamanzi sau flandrenzi - au provenit din teritoriile situate în bazinele râurilor Rin și Mosela. Pe lângă coroana maghiară, un rol important în procesul colonizării germane în sudul Transilvaniei l-au jucat Ordinul Cavalerilor Teutoni, mănăstirea cisterciană Igriș din Banat, precum și abația cisterciană Cârța din Țara Făgărașului. Teritoriul din sudul Transilvaniei colonizat cu germani are o suprafață de aproximativ 30.000 km². 
Pe baza rezultatelor unor săpături arheologice pe teritoriul satului dispărut Underten, Friedrich Teutsch a emis ipoteza că imigranții sași nu își așezau localitățile la întâmplare și că aceste localități au fost stabilite de-a lungul vechilor drumuri romane, ale căror urme încă erau vizibile în mijlocul secolului al XII-lea.
Sub aspect teritorial-administrativ, sașii au început să se organizeze în cadrul unor unități cunoscute ca scaune săsești (șapte la număr; germană Sieben Stühle, latină Septem Sedes) în prima jumătate a veacului al XIV-lea, în perioada guvernării regelui angevin Carol Robert de Anjou, probabil între anii 1325–1329. În perioada 1486–1876 a funcționat Universitatea Națiunii Săsești, organism politic de autoadministrare al sașilor transilvăneni constituit la ordinul lui Matei Corvin în 1486, care a funcționat până la 1876 ca „administrație autonomă”. Universitatea Săsească, îngloba cele șapte scaune ale Sibiului (Orăștie, Sebeș, Miercurea, Sighișoara, Nocrich, Cincu și Rupea), Scaunul Șeica și cel al Mediașului, formate mai târziu, precum și Districtul Brașov și Districtul Bistriței. În perioada 1876–1920 teritoriul locuit de sași s-a numit Comitatul Sibiului sau Provincia Sibiului (germană Komitat Hermannstadt). 
Sașii au trăit conform obiceiurilor lor vechi; se autoguvernau, organizați fiind într-o unitate administrativă mare numită Pământul crăiesc (i.e., Königsboden în limba germană). Existau însă și numeroase așezări săsești situate în afara acestui areal.
Microregiunile sau regiunile etnografice populate de sași erau:
- În sudul Podișului Transilvaniei sau regiunea Burgenland în germană (i.e., de la Orăștie/Broos până la Drăușeni/Draas):[47]
  - Altland (scriere mai veche Althland de asemenea;[48] spațiul dintre râurile Olt și Hârtibaciu, vechiul ținut, literalmente, dar Alt mai înseamnă și Olt în limba germană, ergo Ținutul Oltului);
  - Weinland (regiunea dintre cele două Târnave, ținutul vinului, literalmente);
  - Waldland (spațiul dintre Hârtibaciu și Târnava Mare, ținutul pădurii, literalmente);
  - Zekeschgebiet (rom. Ținutul Secașelor);
  - Unterwald sau Land vor dem Wald (spațiul din preajma Alba Iuliei, Sebeșului și Orăștiei, pădurea de jos respectiv ținutul de dinaintea pădurii, literalmente).

- La est de munții Perșani:
  - Burzenland (rom. Țara Bârsei);
- În nordul Podișului Transilvaniei (Ardealul de Nord);
  - Nösnerland sau Nösnergau (regiunea Bistriței - Țara Năsăudului);
  - Reener Ländchen (i.e., Ținutul Reghinului, în preajma orașului Reghin sau a Reghinului Săsesc cum i se spunea pe vremuri).

Sașii au întemeiat așezări urbane și în afara arcului carpatic, precum Neamțul și Baia în Moldova, respectiv Câmpulung și Târgoviște în Muntenia. Ultimul comite sas al Câmpulungului a fost comitele Laurențiu. Remarcabil este faptul că primii voievozi munteni și moldoveni care și-au afirmat independența față de Regatul Ungariei, Basarab I și Bogdan I, și-au ales drept loc de reședință orașele germane Câmpulung respectiv Baia.

## Fortificarea orașelor

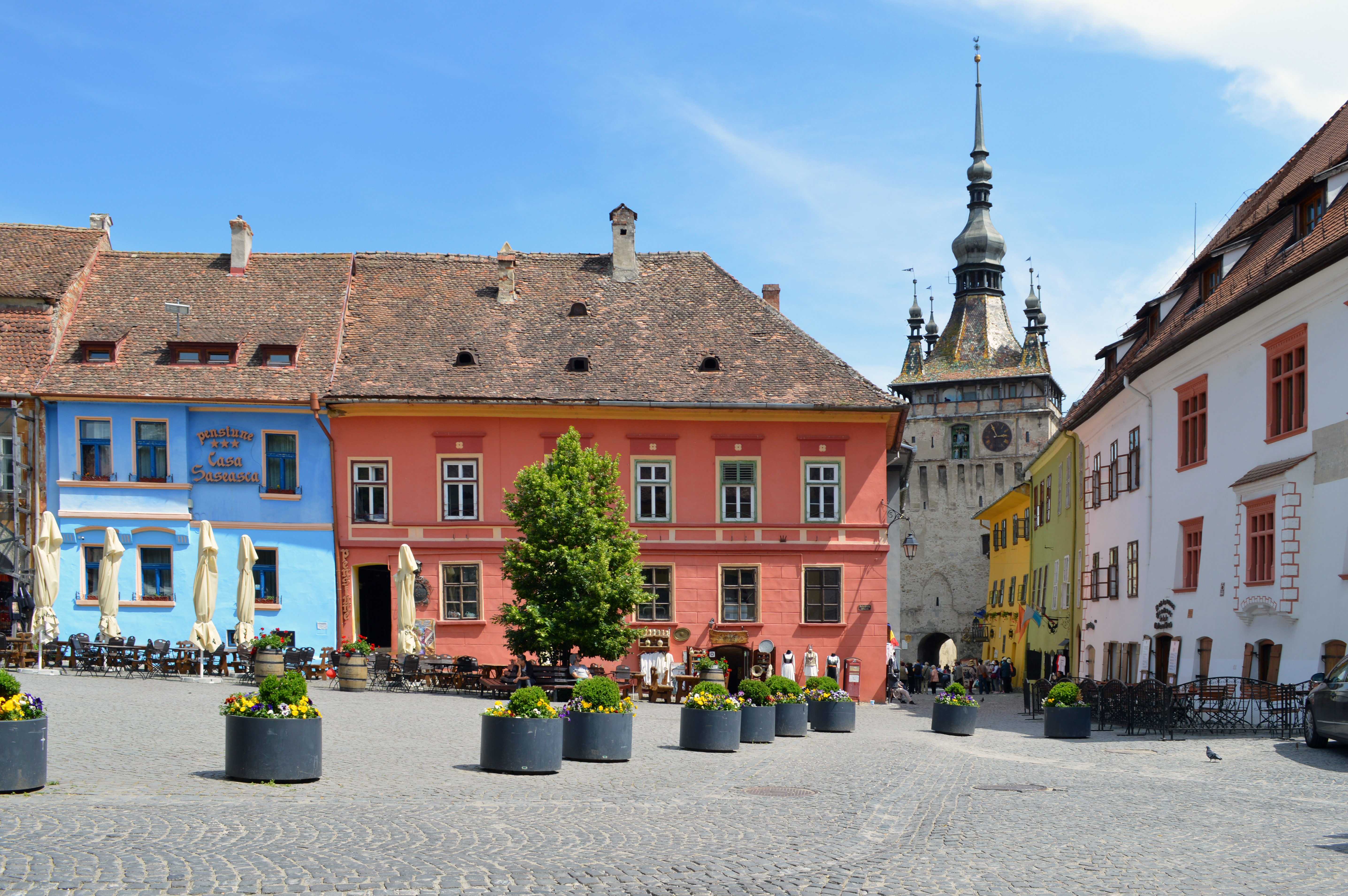
Sighișoara (Schäßburg), unul dintre cele mai importante orașe istorice din Transilvania fortificate de sași în evul mediu.

Invazia mongolă din 1241-1242 a distrus în mare parte regatul ungar. Deși sașii au făcut tot ce au putut pentru a rezista, multe așezări ale lor au fost distruse. Înaintea invaziei multe orașe transilvănene au fost fortificate și erau semnificativ dezvoltate economic. Multe erau apărate de către Kirchenburgen - i.e. biserici fortificate cu ziduri masive. Expansiunea rapidă a orașelor populate de sași a dat Transilvaniei numele german de Siebenbürgen (în latină Septem Castra sau Septem-Castrensis), făcându-se referire la șapte din orașele fortificate, mai precis (și cel mai probabil):
- Bistritz/Nösen (Bistrița, Bästerts, Beszterce);
- Hermannstadt (Sibiu, Härmeschtat/Hermestatt, Nagyszeben);
- Klausenburg (Cluj, Kleusenburch, Kolozsvár);
- Kronstadt (Brașov, Kruhnen, Brassó);
- Mediasch (Mediaș, Medwesch, Medgyes);
- Mühlbach (Sebeș, Melnbach, Szászsebes);
- Schässburg (Sighișoara, Schäsbrich/Šesburχ/Scheeßprich, Segesvár).

Nu se știe cu exactitate care șapte localități săsești au stat la originea denumirii „Siebenbürgen”, cele „Șapte Cetăți”, existând azi opinii diferite asupra statutului pe care l-au ocupat așezările săsești care au alcătuit inițial numele (lipsesc dovezi scrise în acest sens).

## Biserici săsești

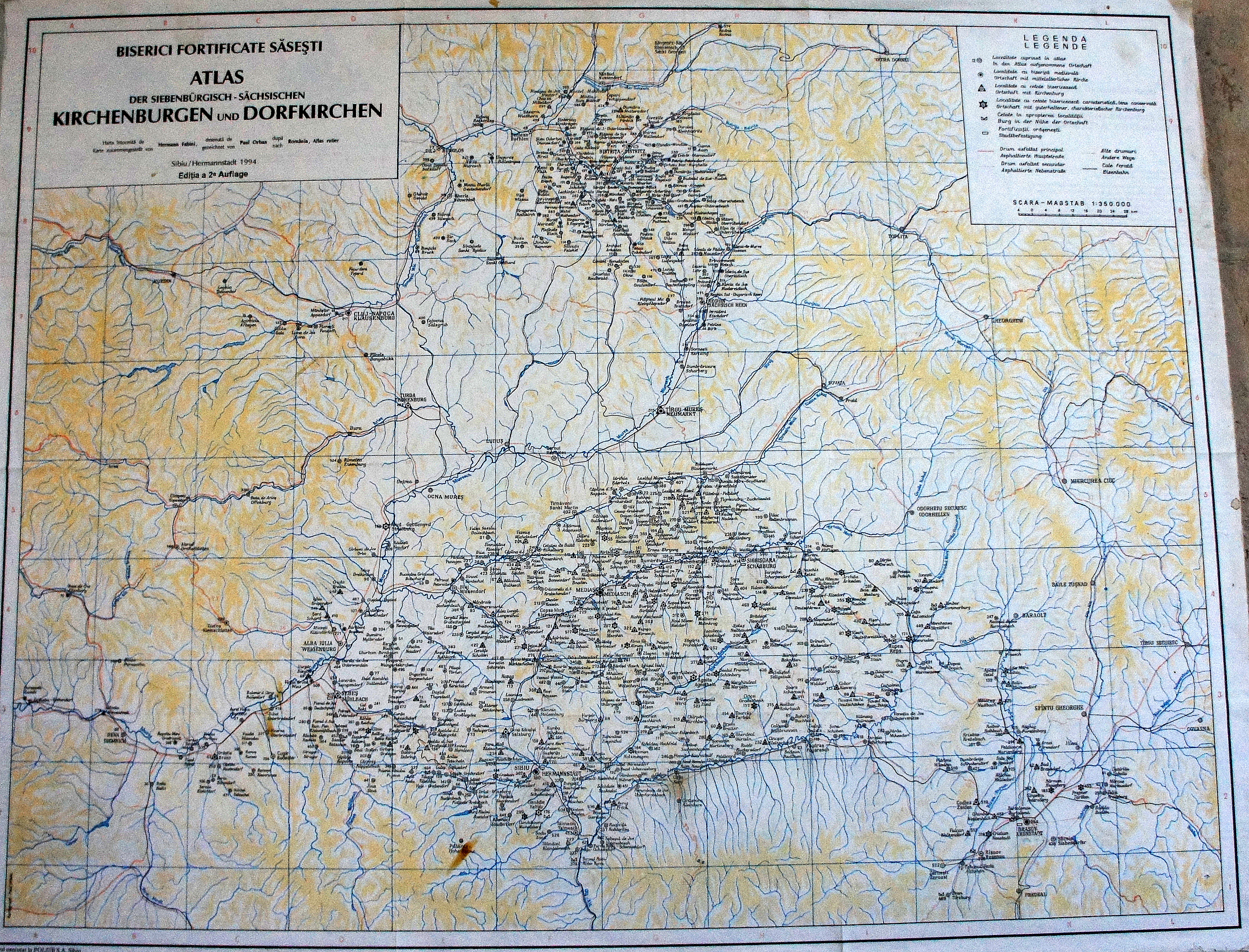
Harta bisericilor fortificate săsești

Stilurile arhitectonice ale bisericilor săsești contemporane din Țara Oltului (Altland)

Multe din bisericile săsești care aparțin stilului romanic au fost ridicate în localitățile mai mici cam în aceeași perioadă și au fost construite pe baza unei idei unitare. Analizând stilul arhitectonic, W. Horwath trage concluzia că edificiile așezărilor indică faptul că cele mai vechi construcții romanice au fost construite în capitulul Sibiului și Cincu, după care colonizarea s-a desfășurat „radial". Pe aceste teritorii, susține W. Horwath, se diferențiază două tipuri de biserici romanice, care ar putea corespunde la două etape de colonizare, bineînțeles, făcute de două grupuri de coloniști distincte. Grupul bisericilor cu turn vestic și plan alungit (Sibiu, Șelimbăr, Cisnădie, Cisnădioara, Hosman și eventual Bradu) și bazilicile de dimensiuni mici, fără turn (Cașolț, Vurpăr, Daia, Roșia, Nocrich, Alțâna și eventual Marpod). Al doilea grup se extinde la est până la Alțâna, de unde colonizarea s-a făcut spre nord (Gușterița, Șura Mică, Șura Mare, Hamba, Slimnic, Cristian, Rusciori), la est de Alțâna facându-și apariția formele sobre ale romanicului. De asemenea poate fi urmărită răspândirea stilului romanic spre est până în capitulul Rupea și pe Valea Homorodului.
Walter Horwath este de părere că în scaunele Miercurei și Sebeșului colonizarea a început mai târziu, având ca punct de plecare cetatea Sibiului spre cursul mijlociu al Mureșului și că bisericile ridicate la Drăușeni și Orăștie, au fost făcute de abia în perioada gotică. Ca direcție principală, analizele lui W. Horwath făcute pe baza arhitecturii ecleziastice se suprapun în linii mari peste mențiunile din diploma andreană. Datările lui W. Horwath, corectate parțial de Virgil Vătășianu, trebuiesc privite cu o oarecare prudență, deoarece nu se știe de fapt cam câte generații de locuitori au contribuit la construirea acestor biserici.
În prezent, cercetările specialiștilor au conturat ideea că edificarea bazilicilor romanice din provincia Sibiului nu poate precede anul 1200, chiar și în zonele în care colonizarea a fost timpurie. Conform acestei afirmații, dacă stabilirea unor coloniști s-ar fi făcut de exemplu în anul 1150, începerea edificării unei biserici de piatră romanice putea fi demarată abia de la a treia generație de locuitori. Este adevărat că au fost și biserici care au fost construite în deceniile 2 și 3 ale secolului al XIII-lea. Un exemplu edificator fiind biserica de la Cisnădioara a cărei datare este plasată la începuturile arhitecturii ecleziastice săsești. Conform cercetărilor făcute de arheologul Radu Heitel, această biserică care a fost donată de Gocelinus cistercienilor din Cârța în 1223, era abia începută la momentul donării sale, construite fiind doar corul și fundația navelor. Bazilica din Cisnădioara a fost cel mai probabil terminată la începutul deceniului 8 al secolului al XIII-lea, iar detaliile stilistice din ultima fază a construcției nu pot da indicii la întemeierea așezării, datată de altfel în secolul al XII-lea.
Cercetările arheologice făcute la Mediaș, Gîrbova, Sebeș, Viscri și Drăușeni, au evidențiat prezența unor întreruperi în construcția bisericilor săsești timpurii, precum și mai multe faze ale edificarii acestora. Încercarea lui Horwath de etapizare a colonizării săsești pe baza studierii clădirilor ecleziastice va putea fi fundamentată de abia la încheierea investigațiilor arheologice a tuturor bisericilor din provincia Sibiului(multe dintre ele precedate de bazilici romanice), inclusiv a celor gotice. 
Thomas Nägler susține că încheierea colonizării săsești în Transilvania s-ar fi produs în jurul anului 1224 și că ulterior acestei date doar un numar minor de așezări au mai fost întemeiate prin fenomenul de roire.

## Organizarea

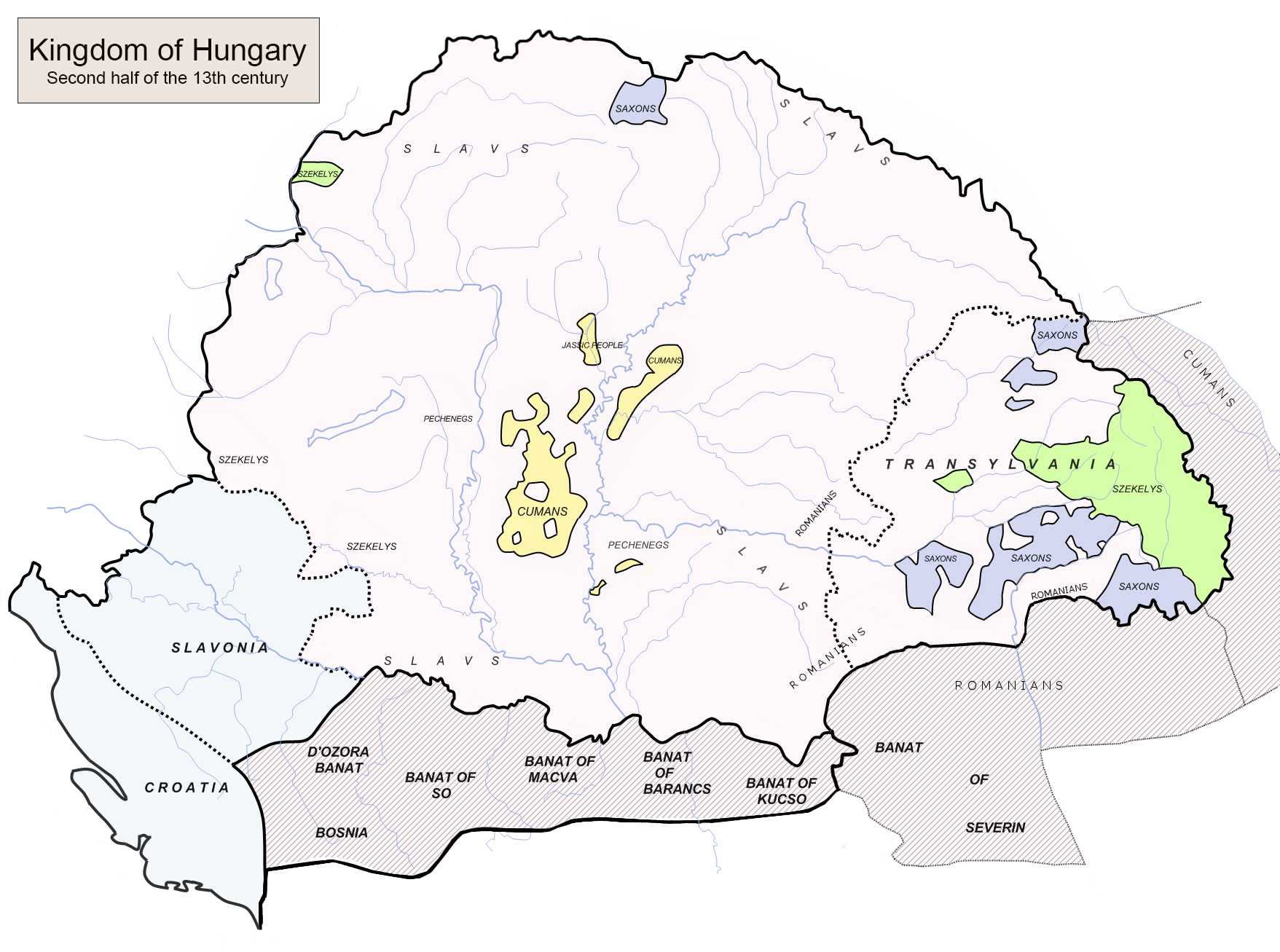
Teritorii autonome locuite de sași în Regatul Ungariei în Evul Mediu Clasic, marcate în gri.

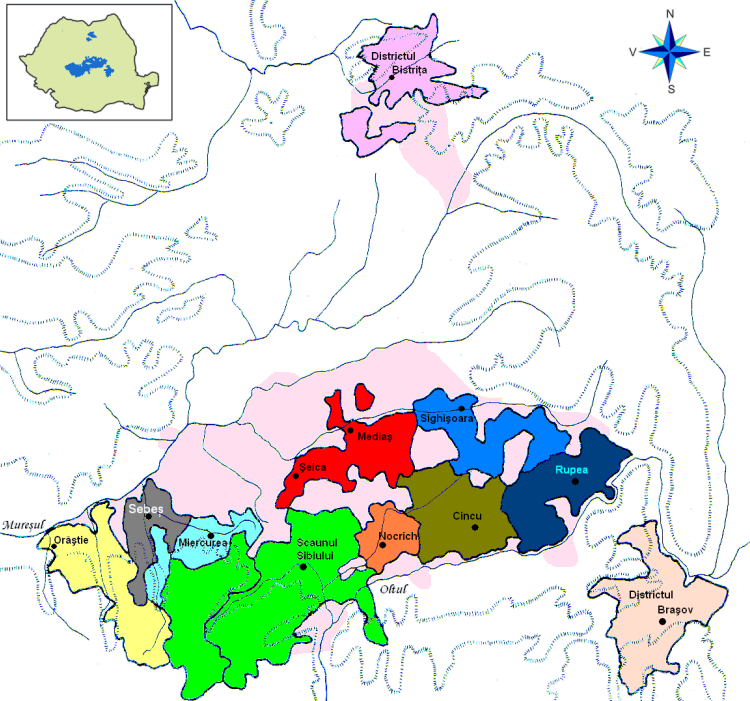
Harta administrativă a „scaunelor” și „districtelor” coloniștilor sași în secolul al XV-lea în Transilvania. Aceste teritorii au fost înglobate în „Universitatea Săsească”. Notă: Numeroase localități populate de sași erau localizate și în afara acestor unități administrative. Aceste regiuni sunt marcate în culoare roz deschis.

### Drepturile și obligațiile
Drepturile și obligațiile coloniștilor germani au fost incluse în așa-numitul document medieval intitulat Diploma Andreanum (germană Der Goldener Freibrief der Siebenbürger Sachsen), act emis în anul 1224 de regele Andrei al II-lea al Ungariei. Prin acest important document erau confirmate populației germane, așezată pe teritoriul cuprins intre Drăușeni (germană Draas) și Orăștie (germană Broos), autonomia teritorial-administrativă, jurisdicțională și bisericească, fiind stipulate concomitent și obligațiile sale față de regii Ungariei. Comunitățile sătești erau conduse de un primar (în germană Honn, Hann, Ortsvorstand, Dorfrichter).
O dată cu introducerea regimului dualist austro-ungar și cu desființarea Universității Națiunii Săsești (Sächsische Nationsuniversität) sașii și-au pierdut baza autonomiei lor. Practic, începând cu 1867 principala instituție reprezentativă pentru sași a fost Biserica Luterană, care a preluat, printre altele, administrarea învățământului săsesc. Din acest punct de vedere, situația nu s-a schimbat în 1918, când Transilvania a devenit parte componentă a României Mari. Statul român nu recunoștea drepturi corporative minorităților, astfel că Biserica Luterană a trebuit să facă mari eforturi pentru a putea susține financiar învățământul săsesc. Această situație a durat până în 1940, când autoritatea asupra școlilor a fost preluată de Grupul Etnic German din România (germană Deutsche Volksgruppe in Rumänien), recunoscut ca persoană juridică în urma unui decret-lege emis la 28 noiembrie 1940 de mareșalul Ion Antonescu. O dată cu instaurarea comunismului, întreg sistemul școlar, inclusiv școlile cu predare în altă limbă decât cea română, a fost administrat exclusiv de statul român.

### Religia

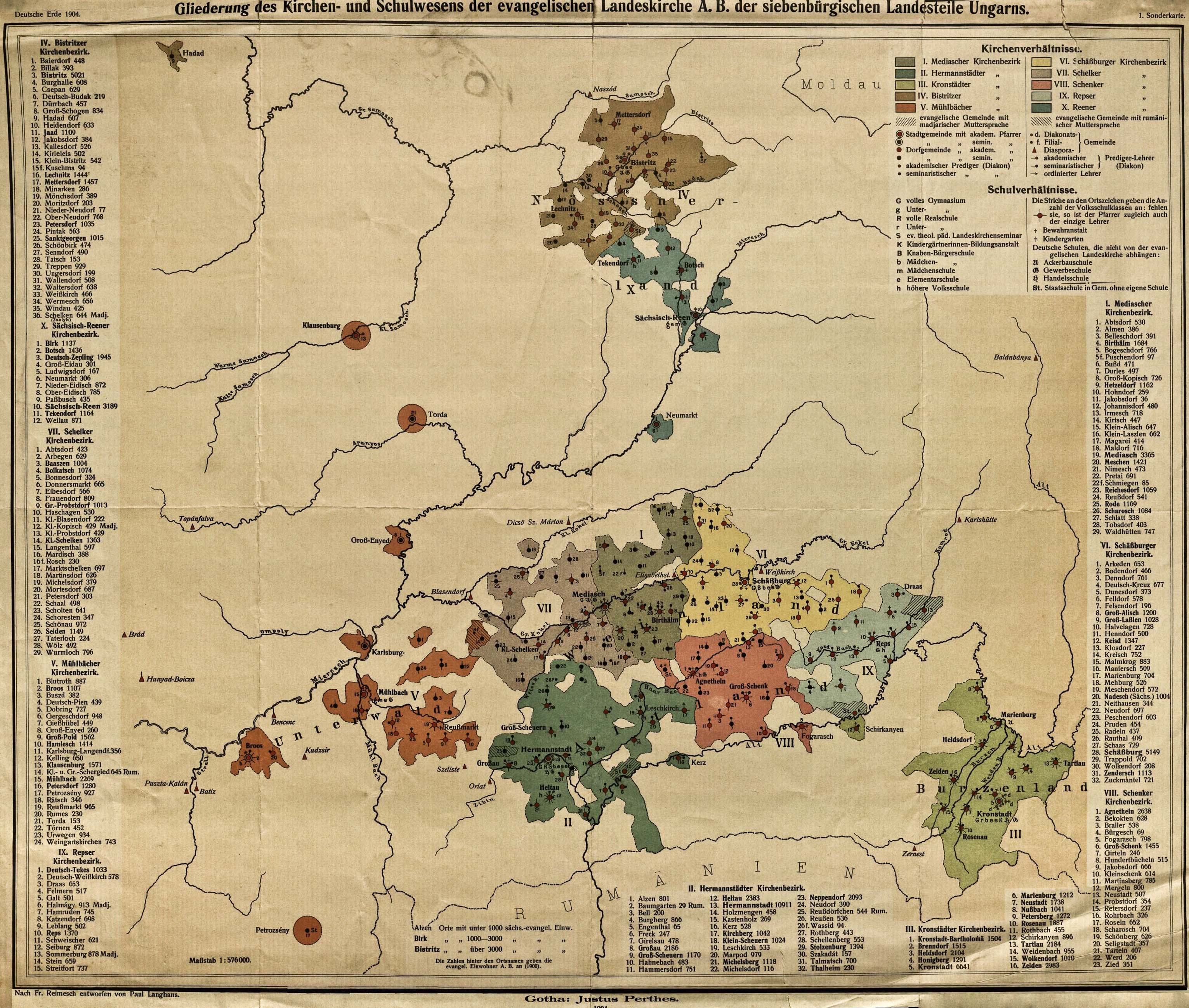
Biserica evanghelică și școlile sale în anul 1904

Pe lângă Ordinul Cavalerilor Teutoni, prezent în Țara Bârsei în secolul al XIII-lea, alte organizații religioase importante dezvoltării comunităților germane au fost Abația Igriș din Banat și Mănăstirea Cârța din Țara Făgărașului. Prepozitura Sibiului a fost cea mai timpurie formă de organizare religioasă a sașilor, instituție aprobată de papa Celestin al III-lea în data de 20 decembrie 1191. 
Sigurul sas care a fost, pe parcusul Evului Mediu, episcop romano-catolic al Transilvaniei a fost Goblinus, între 1376-1386.
Reforma luterană a ajuns în Transilvania prin intermediul studenților sași care au studiat în Imperiul Romano-German și care au adus în Transilvania scrierile lui Martin Luther. Reforma propriu zisă în mijlocul populației catolice germane din Transilvania s-a înfăptuit în anii 1542-1543 prin adoptarea de către orașe și sate a prevederilor din cartea tipărită de Johannes Honterus la Brașov intitulată Reformationsbüchlein („Cărticica Reformei”). Până la mijlocul secolului al XVI-lea marea majoritate a sașilor au devenit luterani. Puținilor sași catolici netrecuți la reformă li s-au pus la dispoziție în unele localități capele sau alte locuri de rugăciune, precum „Turnul catolicilor” din Biserica fortificată din Biertan. Între sașii convertiți după Reformă la Biserica Catolică s-a numărat Martin von Hochmeister, librar și primar al Sibiului între 1818-1837.

### Învățământul
Încă din secolul al XIV-lea, sașii din Transilvania au început să înființeze școli primare, astfel că la începutul secolului al XVI-lea exista câte o școală primară în aproape fiecare comună săsească. 
În 1541 s-a înființat primul gimnaziu săsesc, iar în anul 1722 s-a introdus învățământul obligatoriu pentru națiunea săsească.
Regionalismele limbii săsești/dialectului săsesc (endonim: Siweberjesch Såksesch, germană: Die Siebenbürgisch-Sächsiche Mundart/Der Siebenbürgisch-Sächsisch Dialekt respectiv Siebenbürgisch-Sächsisch, mai demult Siebenbürgisch-Teutsch, formă veche în limba germană) au dus de la începutul istoriei sașilor la necesitatea unei limbi scrise care a fost și este până azi limba germană (i.e., germana standard sau Hochdeutsch).

### Privilegiile
Împreună cu nobilimea din Transilvania, cu cler și cu secui, sașii au fost membri ai Unio Fraterna, cunoscută mai ales (în mod greșit) ca Unio Trium Nationum, încheiată în 16 septembrie 1437 în contextul Răscoalei de la Bobâlna conduse de Antal Nagy Budai. Prin această înțelegere cele patru națiuni (în sensul medieval al termenului) și-au promis sprijin mutual împotriva primejdiilor din afară (expansiunea otomană) și dinăuntru (răscoalele țărănești), fapt care a dus la excluderea tacită a românilor, evreilor, grecilor și armenilor de la viața politică a Transilvaniei.

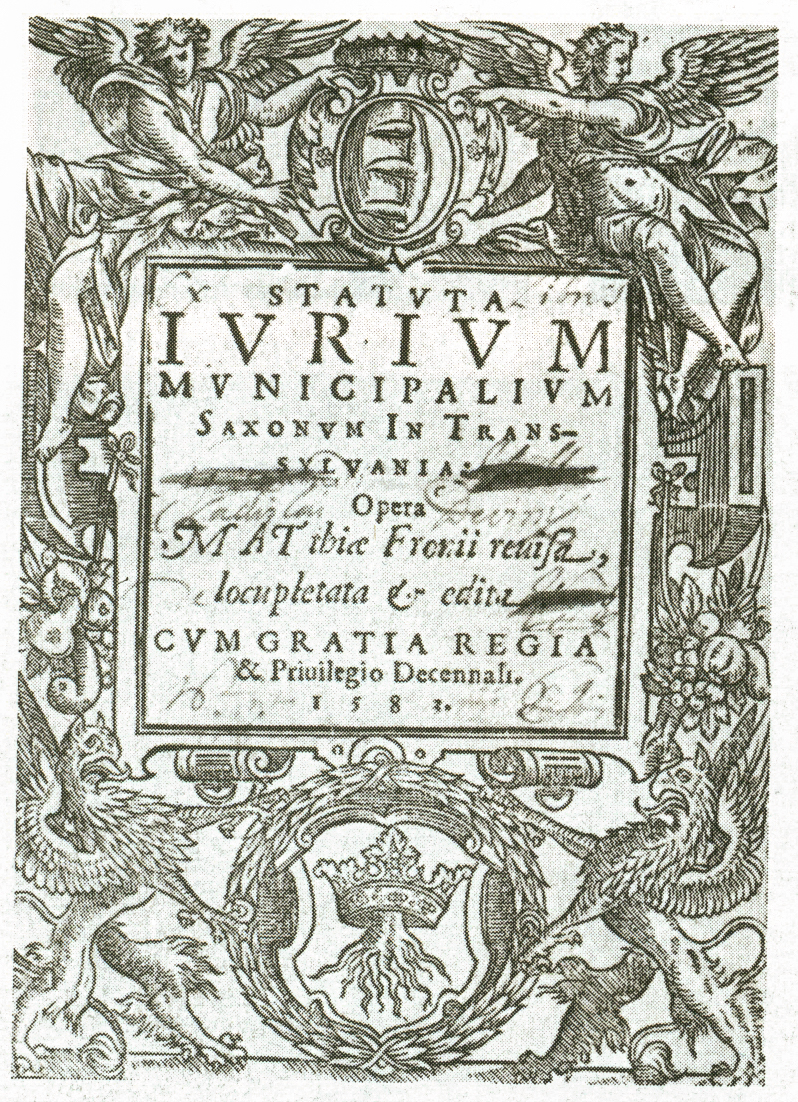
Coperta unui compendiu de legislație săsească (cunoscut ca Eygenlandrecht sau Eigen-Landrecht în germană), volum literar publicat în limba latină în anul 1583.

De-a lungul Reformei protestante majoritatea sașilor au trecut la luteranism. În anul 1568 Dieta Transilvaniei a adoptat Edictul de la Turda, prin care a fost proclamată libertatea conștiinței și toleranța religioasă pentru toți locuitorii Transilvaniei. Principatul Transilvaniei a devenit astfel unul dintre cele mai tolerante state europene în privința libertății de conștiință, iar sașii și-au putut păstra confesiunea. Habsburgii au promovat catolicismul în țările controlate de ei, însă în rândul sașilor nu au avut loc treceri semnificative spre acea confesiune. În schimb au avut loc treceri ale unor comunități săsești la calvinism, ceea ce a dus pe termen lung la introducerea limbii de cult maghiare și asimilarea comunităților săsești respective (ex. la Cluj, Dej, Lona Săsească, Feneșu Săsesc, etc.).
Războaiele purtate de Ungaria și Monarhia Habsburgică împotriva Imperiului Otoman în secolele XVI-XVIII au dus la scăderea numărului sașilor transilvăneni și depopularea unor zone locuite anterior de sași (vezi harta alăturată). Odată cu intrarea Principatului Transilvaniei sub conducere habsburgică, grupul sașilor a început să se revitalizeze. Pe de altă parte, în sec. al XVIII-lea, Curtea de la Viena a colonizat în fundus regius, protestanți austrieci, așa numiții landleri. Dintre sașii transilvăneni numeroși au făcut carieră ca ofițeri și înalți funcționari ai Imperiului Austriac și, apoi ai Austro-Ungariei.
În 1713, sașii din Bistrița au luat măsuri abuzive de izgonire a românilor din oraș și din satele cu populație germană ale districtului. În hotărârea luată, semnată de magistrați și prevăzută cu sigilii, se fixa drept termen de plecare sfârșitul lunii mai 1713, după care, dacă se vor mai afla case cu localnici români, acelea vor fi arse și prefăcute în cenușă conform vechiului obicei practicat pe vremuri. În fața proporției de masă a bejeniei, autoritățile sunt silite să ia măsuri de întărire a pazei hotarelor spre a împiedica fuga țăranilor.
Împăratul Iosif al II-lea a încercat să desființeze Unio Trium Nationum la sfârșitul secolului al XVIII-lea, în efortul său de modernizare a imperiului și de înlăturare a organizării medievale. Deși acțiunile sale nu au avut efectul scontat, la intelectualitatea săsească a apărut conștiința minorității, ponderea numerică plasându-i pe sași într-o poziție de inferioritate față de naționaliștii unguri și români, care începeau să afirme argumentul demografic. 
Pe durata Revoluției de la 1848 unii intelectuali sași au sprijinit încercările românilor de a obține drepturi politice. Astfel pastorul Stephan Ludwig Roth, care sprijinea idealurile române de obținere a unor drepturi politice, a fost executat de revoluționarii maghiari în timpul revoluției.
Deși încercarea forțelor maghiare de a obține un control mai mare asupra Transilvaniei a fost înfrântă de forțele austriece și ruse în 1849, Compromisul din 1867 (în germană Ausgleich) dintre Austria și Ungaria a avut efecte negative asupra drepturilor politice ale sașilor. Pe perioada existenței Austro-Ungariei, burghezia maghiară a declanșat o vastă politică de maghiarizare pentru a combate naționalismul tuturor celorlalte grupuri etnice din partea maghiară a regatului.

## Primul Război Mondial și urmările sale
Sașii ardeleni, minoritatea germană din Transilvania ce număra la 31 decembrie 1910, conform propriilor evaluări, 230.697 de suflete, au întâmpinat Primul Război Mondial cu euforie, sentimentul de loialitate și de datorie față de suveranul de la Viena fiind dublat de filiația națională, respectiv de încrederea puternică în invincibilitatea Imperiului German, considerat adevărata „țară de origine” (Mutterland). Mobilizarea s-a făcut deci pe un fond sentimental foarte pronunțat, fiind susținută de elite care sperau într-o victorie rapidă a Puterilor Centrale, astfel explicându-se răspunsul prompt al chemării sub arme lansate de împăratul-rege, înrolări îngroșate de numărul voluntarilor și de donațiile în bani, produse agricole și bunuri pentru împrumuturile de război.
Dimensiunea jertfei umane era contabilizată de episcop în mod detaliat după cum urmează: 37.533 de persoane înrolate în total, din care 10.343 au primit distincții militare datorită curajului dovedit pe câmpurile de bătălie, 3532 au căzut în teatrele de război, 1318 au fost dați dispăruți, 4779 au fost răniți, 1449 au revenit acasă invalizi, 4840 au ajuns prizonieri, impactul acestor pierderi militare asupra civililor rămași acasă fiind reprezentat de cei 4346 orfani și 1865 de văduve. Contabilizarea efortului material s-a ridicat la 3 milioane de coroane, exceptând pagubele suferite în timpul confruntărilor armate desfășurate în Transilvania în lunile august - septembrie 1916, confruntări care pricinuiseră evacuarea a circa 30.000 de sași din zonele afectate.
Adunarea Națională Săsească de la Mediaș, întrunită pe 8 ianuarie 1919, s-a pronunțat în favoarea unirii Transilvaniei cu Regatul României, pe baza Rezoluției de la Alba Iulia, care a promis drepturi pentru minoritățile conlocuitoare.

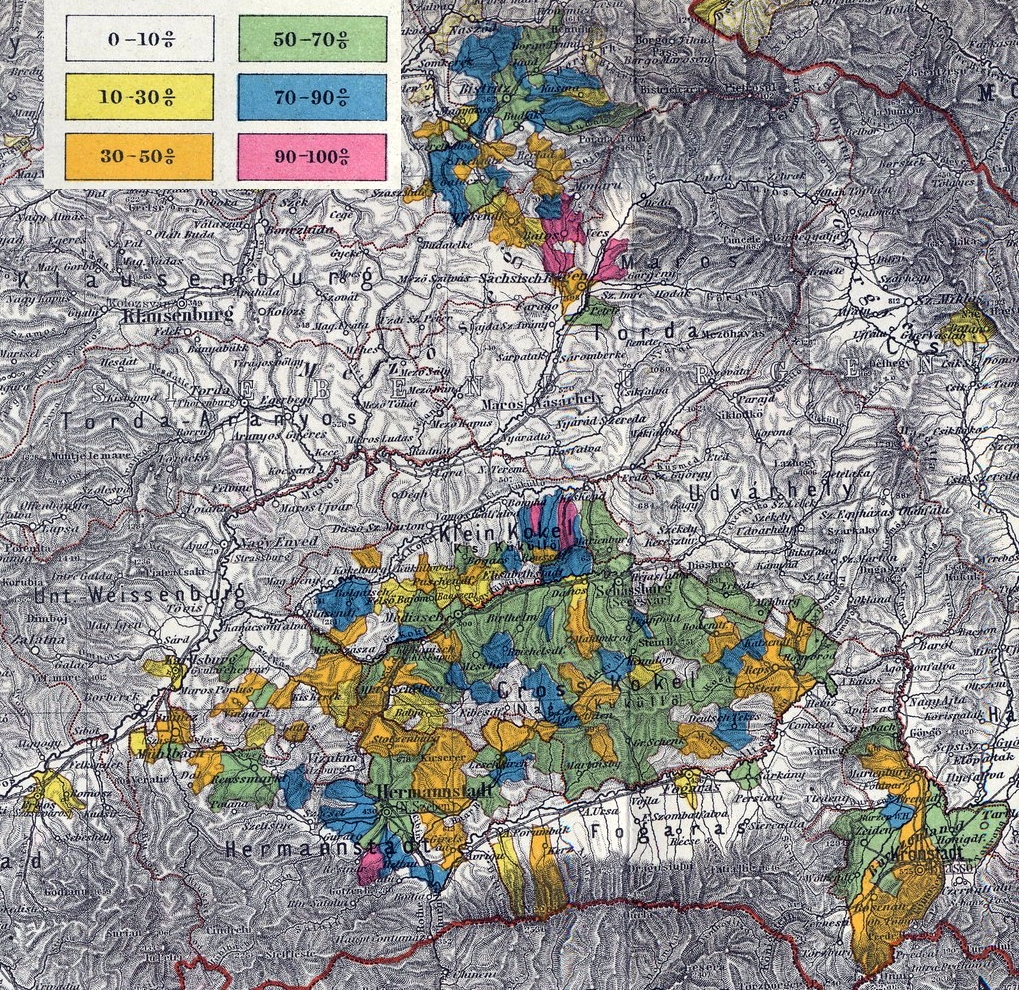
Așezări săsești în Transilvania (conform recensământului austro-ungar din din 1890)
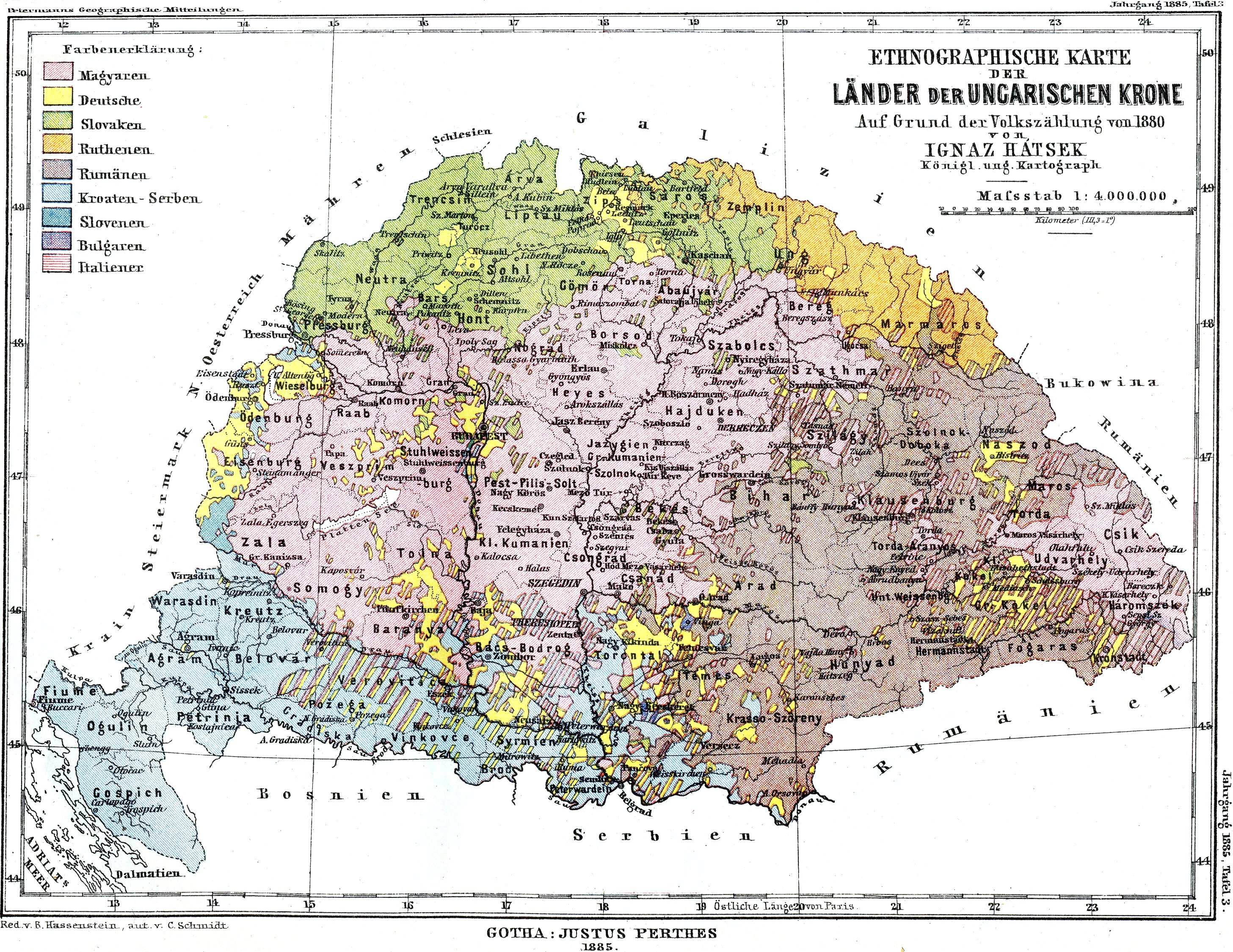
Hartă etnică în limba germană a fostului Regat al Ungariei (conform recensământului austro-ungar din 1880)[i]

## Al Doilea Război Mondial și urmările sale

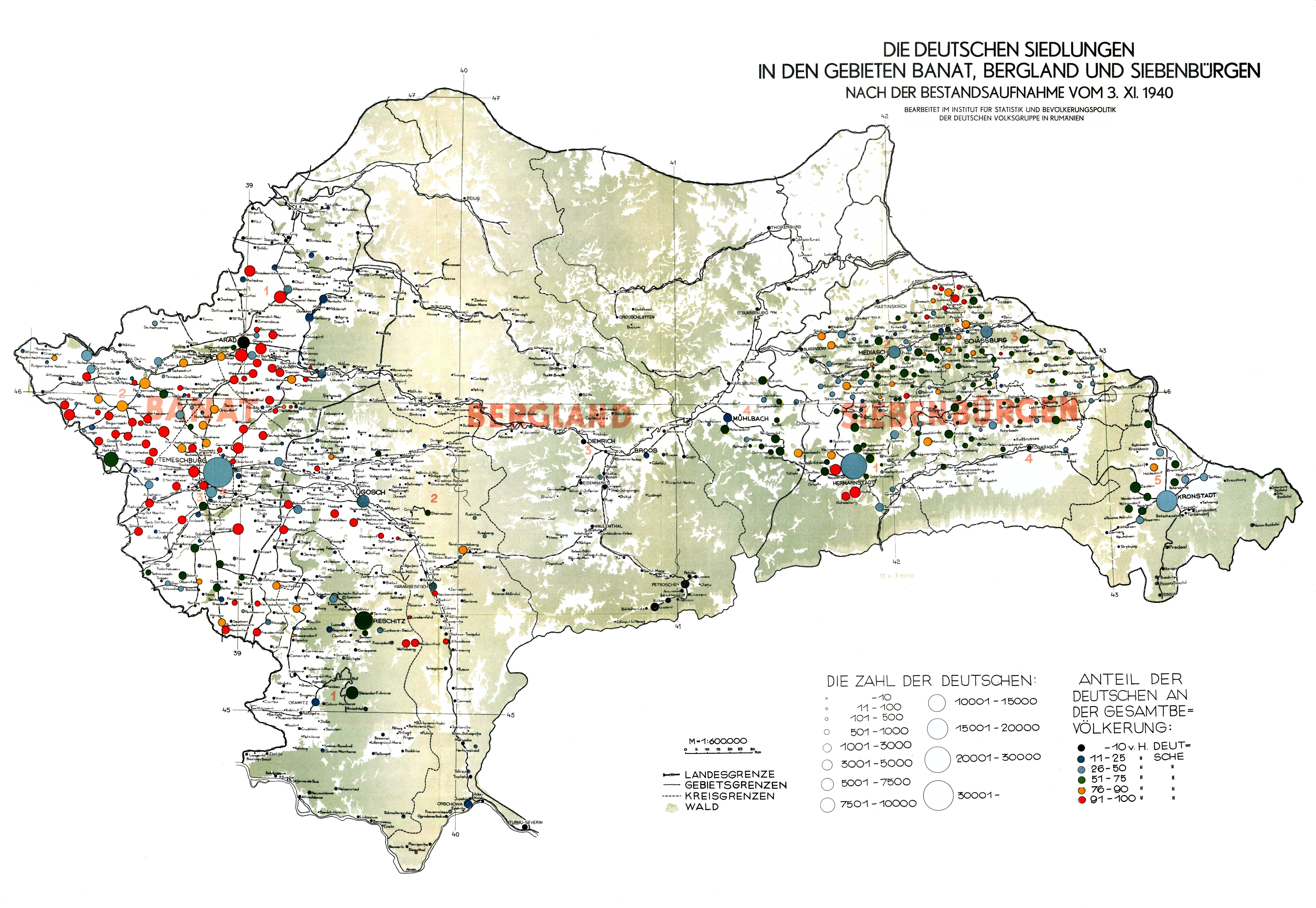
Așezări germane în Transilvania de Sud și Banat în 1940

Politica celui de-Al Treilea Reich față de România a avut o influență nemijlocită asupra soartei populației germane trăitoare aici. Ca urmare a semnării pactului de neagresiune germano-sovietic, pe 26 iunie 1940 Uniunea Sovietică a ocupat Basarabia și Bucovina de Nord, incluse de Hitler într-un protocol secret spre a intra în sfera de influență sovietică. Înainte de intrarea trupelor sovietice, mulți germani din aceste teritorii au fost strămutați forțat în teritorii ale Reichului (mai precis Danzig din Prusia Răsăriteană - în prezent Gdańsk în Polonia -, Wartheland, Silezia Superioară, grupuri mai mici în Protectoratul Boemiei și Moraviei (Protektorat Böhmen und Mähren), Regiunea Sudetă, și în Lorena-Luxemburg (Lothringen-Luxemburg), în cadrul programului numit Heim ins Reich. Ulterior, guvernul de la Berlin a convenit cu cel din București și strămutarea germanilor din Bucovina de Sud și din Dobrogea, precum și din Vechiul Regat al României (i.e. Moldova, Oltenia și Muntenia). Au fost afectate, în total, 214.630 de persoane.

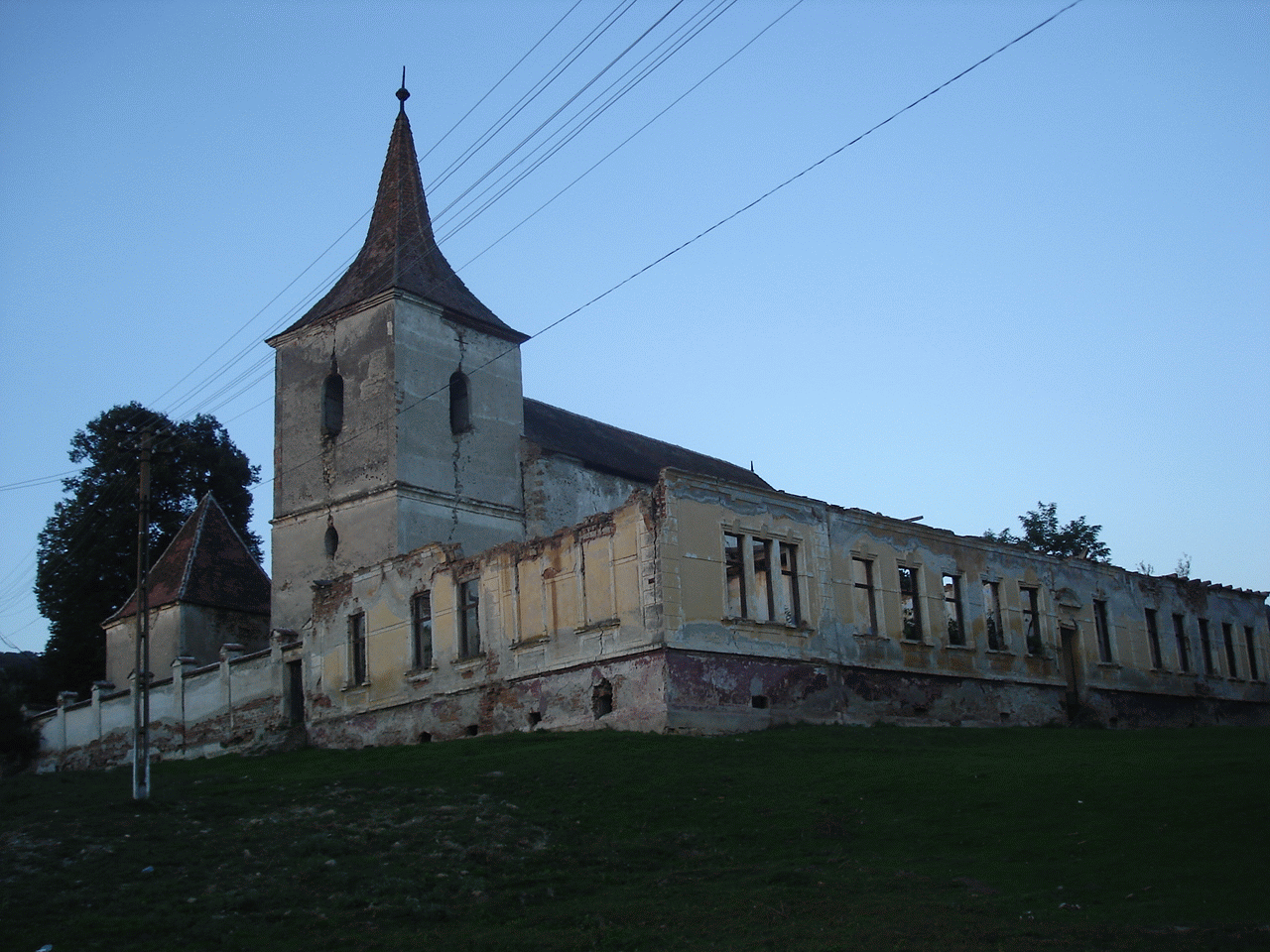
Biserica fortificată din Felmer (Felmern) și ruinele fostei școli luterane

Ca urmare a celui de-al doilea dictat de la Viena, Transilvania de Nord a fost anexată Regatului Ungariei. Cu această ocazie, pentru prima dată în istorie, teritoriile locuite de sașii transilvăneni au fost despărțite și circa 70.000 de germani au (re)devenit cetățeni ai Regatului Ungariei. În urma tuturor acestor schimbări teritoriale, și prin strămutarea populației, numărul de etnici germani care locuiau în România a scăzut cu mai mult de o treime.
În februarie 1942, respectiv în mai 1943, Germania a încheiat înțelegeri cu Ungaria, respectiv cu România, în urma cărora etnicii germani apți pentru serviciul militar, deși cetățeni ungari (în Transilvania de Nord, intrată în componența statului ungar prin Dictatul de la Viena) sau cetățeni români (în Transilvania de Sud, rămasă în componența României), au putut fi încorporați în unități militare germane regulate, în Waffen-SS, în întreprinderi cu producție de război ori în Organizația Todt (o unitate specială care a avut în timpul războiului misiunea de a construi buncăre și de a executa alte lucrări de geniu). Ca urmare a acestor acorduri, aproximativ 95% din etnicii germani apți de luptă din România  (sași transilvăneni și șvabi bănățeni) s-au înrolat voluntar în unitățile  Waffen-SS (în total, aproximativ 63.000 persoane), câteva mii servind în unitățile speciale de intervenție ale Serviciului de Securitate SS (SD-Sonderkommandos ), dintre care cel puțin 2000 etnici germani s-au înrolat în unitățile de pază ale lagărelor de concentrare (KZ-Wachkompanien ), dintre care unii au servit în lagăre de exterminare, preponderant în Auschwitz și Lublin.  Aproximativ 15% din etnicii germani din România care au servit în armata germană au murit în război. Din supraviețuitori s-au întors în România numai câteva mii.
După 23 august 1944, când trupele sovietice au ocupat România, mulți din sașii din Transilvania de Nord, în special cei din Țara Năsăudului, ca și șvabii din Banat, au fost evacuați de Germania, astfel că circa 100.000 dintre ei au fugit din calea Armatei Roșii. O parte dintre ei s-a întors și a suferit multe discriminări și rele tratamente din partea autorităților române comuniste.
Pentru cei rămași în România au urmat încadrarea în Detașamente de muncă obligatorie  și deportări în Uniunea Sovietică și în Bărăgan.
Se estimează că peste 50.000 de sași și șvabi din Transilvania și Banat au fost deportați în Rusia după Al Doilea Război Mondial și că aproape 10.000 dintre aceștia au murit în lagărele rusești.
Herta Müller a prelucrat aspecte privind deportarea germanilor originari din România în Uniunea Sovietică, în romanul ei Atemschaukel (titlul, în română: „Leagănul respirației”), publicat la München în anul 2009.
Pelicula „Mănuși roșii” a lui Radu Gabrea, despre drama sașilor în închisorile comuniste, a fost prezentată în anul 2010, fiind ecranizarea romanului de succes al autorului de limbă germană Eginald Schlattner.

## Evoluția demografică de-a lungul secolelor

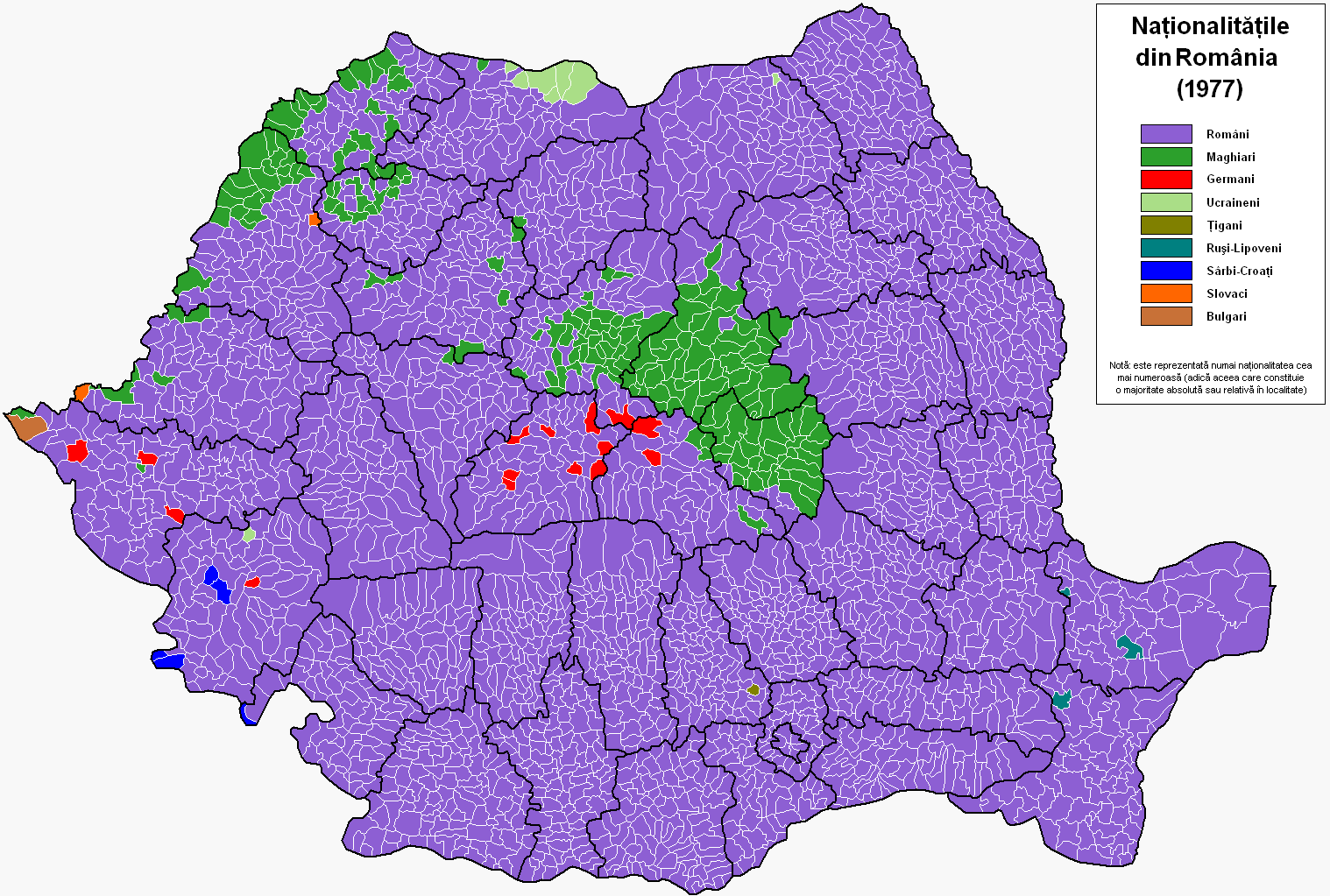
Harta etnică a Republicii Socialiste România (RSR) în 1977, în roșu fiind încă marcate anumite comune populate de sași în județe Sibiu și Brașov.

De-a lungul timpului, populația săsească a fost una relativ mică numeric dar influentă din punct de vedere economic, cultural și politic (mai ales prin Unio Trio Nationum respectiv fosta Universitatea Săsească, iar de la începutul secolului al XVIII-lea politica sașilor a fost definită de relațiile cu Ungaria respectiv Monarhia Habsburgică), fiind bine organizată de asemenea, pe principiul vecinătăților solidare (sau Nachbarschaften în limba germană). Per total, aceștia au reprezentat cel de-al treilea grup etnic după români respectiv maghiari în Transilvania. Conform recensământului din 1850 din Transilvania, ponderea sașilor era de 8,5% (alți etnici germani din Transilvania declarându-se germani propriu-zis și reprezentând un procent foarte mic de 0,8; dintre aceștia e foarte posibil să fi fost landleri și unii sași care s-au declarat germani propriu-zis). În trecut, sașii constituiau majorități etnice în anumite orașe respectiv sate sau comune, o situație demografică care s-a schimbat ulterior. Din cauza celui de-Al Doilea Război Mondial și a urmărilor tragice ale acestuia, populația săsească din Transilvania a scăzut constant, date fiind deportările către Uniunea Sovietică (URSS), emigrările masive către Germania de Vest (RFG/BRD) în timpul comunismului, iar ulterior către Germania reunificată după 1990.
Conform datelor recensământului din 1930 unitățile administrative cu pondere săsească importantă au fost:
- Județul Târnava Mare
  - Plasa Mediaș: 48,1% (români 44%, maghiari 4,6%)
  - Plasa Sighișoara: 42,1% (români 45,1%, maghiari 9,1%)
  - Plasa Agnita: 39,2% (români 56,3%, maghiari 3,3%)
- Județul Târnava Mică
  - Plasa Dumbrăveni: 41,5% (români 32,2%, maghiari 19,7%)
- Județul Sibiu (interbelic)
- Județul Brașov (interbelic)
  - Plasa Bran
  - Plasa Săcele
- Județul Făgăraș
- Județul Mureș (interbelic)
  - Plasa Teaca
- Județul Năsăud

## Emigrarea etnicilor germani în perioada comunistă

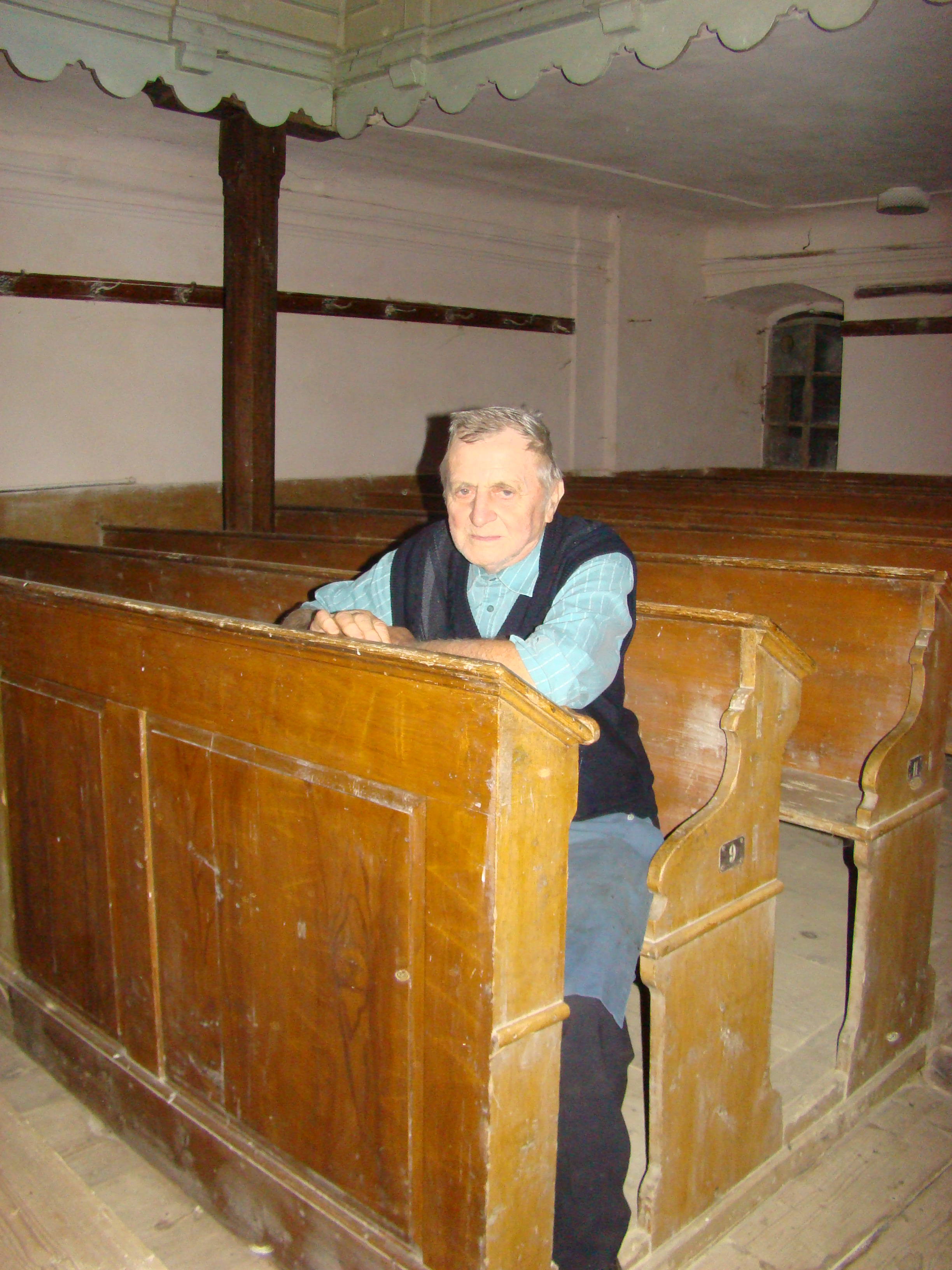
Johann Kessler, unul din ultimii sași din Marpod, Sibiu
(foto 2011)

Regimul comunist a fost foarte restrictiv și represiv în ceea ce privește libertatea de a ieși din țară (indiferent de etnia cetățenilor) iar emigranții erau considerați în mod eronat așa-ziși „trădători” de autoritățile dictatoriale comuniste. Cu toate acestea, regimul dictatorial, autoritar, totalitar, criminal și represiv condus de Nicolae Ceaușescu a pus în practică așa numita „vindere” a minorităților etnice, de care au beneficiat atât etnicii germani din România, cât și evreii doritori să emigreze în Israel. Practic, guvernul federal german din Germania de Vest (RFG/BDR) plătea o anumită sumă de bani pentru fiecare etnic german (calculată după numărul anilor de studii la buget în România) care primea acordul autorităților de la București de a emigra. Aproximativ 230.000 de șvabi și sași au emigrat contra unei despăgubiri plătite de Republica Federală Germania (RFG/BDR) între anii 1968 și 1989. Statul german a plătit pentru ei aproximativ trei miliarde de mărci.
Fiind considerați Auslandsdeutsche (i.e. „germani din străinătate”) de către guvernul german, sașii din Transilvania au primit dreptul la cetățenie germană. Cei mai mulți dintre ei au emigrat în Germania, atât înainte de căderea comunismului, cât și în primii ani de după 1989. Ca urmare a emigrărilor masive, numărul sașilor din România a scăzut foarte mult. Ajunși în Germania, sașii veniți din Ardeal s-au așezat în unele cazuri compact, în zone care seamănă cu Transilvania. Spre exemplu, lângă Köln, la Drabenderhöhe există o zonă deluroasă similară cu relieful ardelean, iar acolo s-a stabilit o comunitate destul de mare de sași. La fel s-a întâmplat și în alte părți din Germania. Mulți sași emigrați se întorc să viziteze zona din care au plecat. Deoarece vin mai ales în timpul concediilor de vară, s-au ales cu supranumele de Sommersachsen (sași de vară). În ordin numeric, cei mai mulți sași din Germania trăiesc în landul Bavaria, apoi în Baden-Württemberg, pe locul trei se află Nordrhein-Westfalen, iar pe locul patru Hessen. În număr mai redus trăiesc sași și în alte zone ale Germaniei. De asemenea, câteva zeci de mii de sași trăiesc și în Austria (mai ales în Austria Superioară), cei mai mulți din aceștia provenind din nordul Ardealului. În Statele Unite, trăiesc mai multe zeci de mii de descendenți ai sașilor emigrați aici în prima jumătate a secolului XX, fiind și astăzi reuniți în mai multe organizatii. Cei mai mari concentrări sunt în Pennsylvania și Ohio. În Canada trăiesc câteva mii de sași în provincia Ontario, ci mai mulți în orașul Kitchener. Grupuri mai mici de sași există și în Australia, Africa de Sud și Argentina.
În anul 2013, regizorul Răzvan Georgescu a realizat documentarul Germani contra devizelor... O afacere în Războiul Rece, un film despre afacerea secretă dintre România și Republica Federală Germania (RFG/BDR).

## Întâlnirile anuale ale sașilor transilvăneni

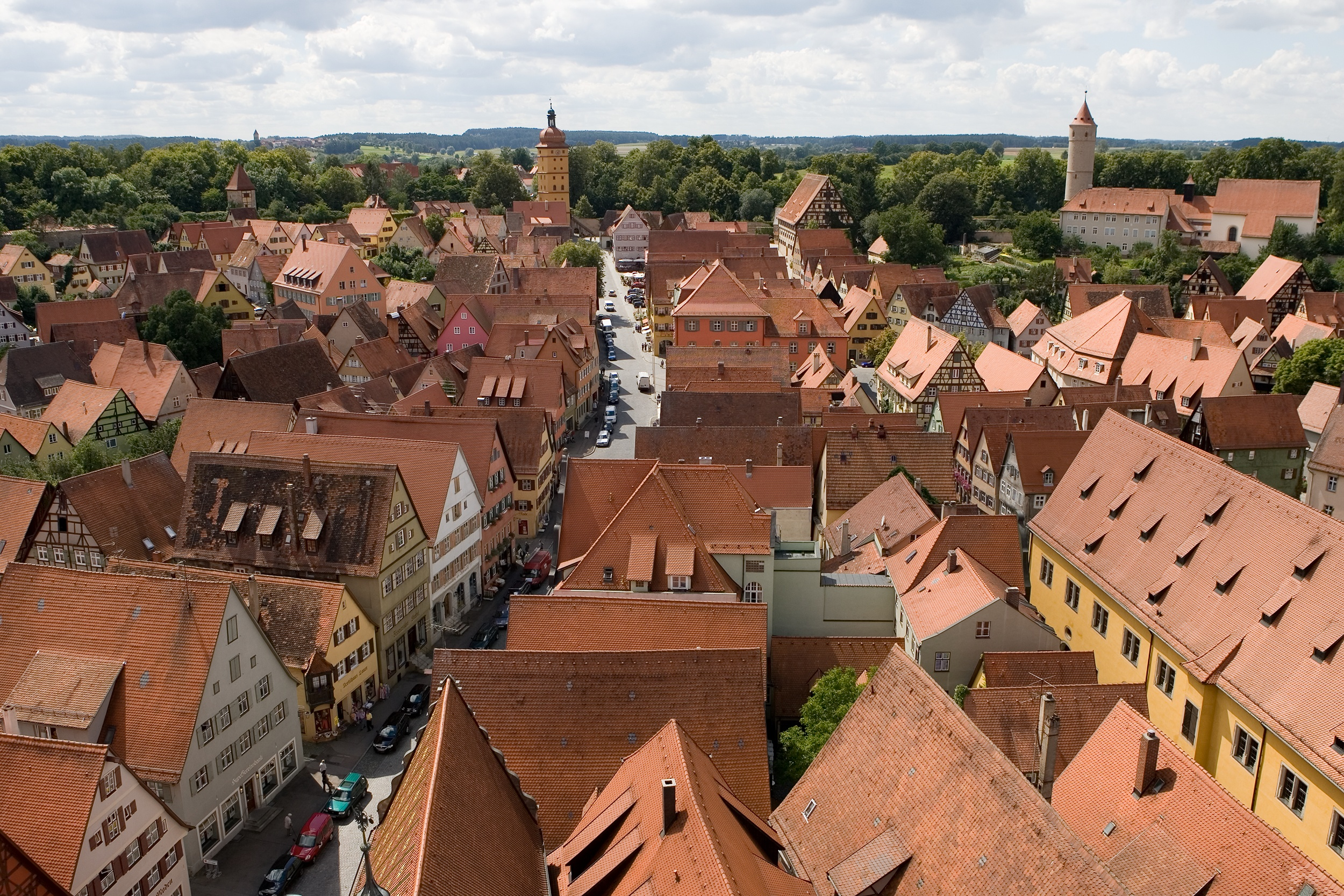
Dinkelsbühl, orașul pitoresc din Bavaria, sudul Germaniei, care găzduiește întâlnirea anuală a sașilor din Germania

Întâlnirile tradiționale ale sașilor transilvăneni au loc de Rusalii la Dinkelsbühl, Bavaria (începând din anul 1951), respectiv  toamna la Biertan/Birthälm (din 1990). În anul 2008, întâlnirea sașilor a fost inițial programată să aibă loc la Mediaș (germană Mediasch), însă ca urmare a trecerii primarului Mediașului de atunci, mai precis Daniel Thellmann, de la Forumul Democrat al Germanilor din România (FDGR/DFDR) la Partidul Democrat Liberal (PDL), întâlnirea avut loc pe 20 septembrie 2008 tot la Biertan. În anul 2016, întâlnirea anuală a sașilor a avut loc la data de 24 septembrie la Reghin (germană Sächsisch-Regen). În anul 2024, întâlnirea internațională a sașilor transilvăneni este programată să aibă loc la Sibiu (germană Hermannstadt) între 2 și 4 august, sub înaltul patronaj al președintelui încă în exercițiu Klaus Johannis, întâlnirea având motto-ul „Heimat ohne Grenzen” (i.e. „Patrie fără frontiere”). Această manifestație culturală este organizată de către filiala transilvăneană a FDGR/DFDR precum și de Biserica Evanghelică C.A. în colaborare cu asociațiile sașilor din Germania, Austria, Canada și Statele Unite ale Americii (S.U.A.) pentru descoperirea și punerea în valoare a patrimoniului comunității germane din România.

## Galerie

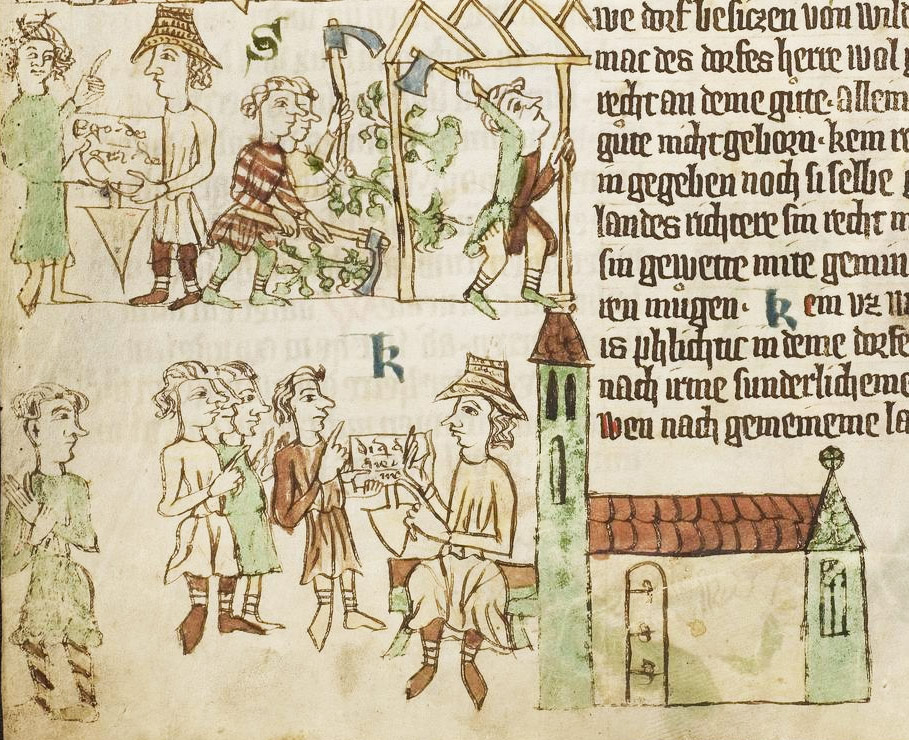
Ilustrație medievală din Sachsenspiegel înfățișând procesul de colonizare germană estică (i.e., Ostsiedlung) și un localizator (germană lokator), intermediarul procesului de colonizare (inițial vorbitor de limbă germană, cf. Nägler, 1981)
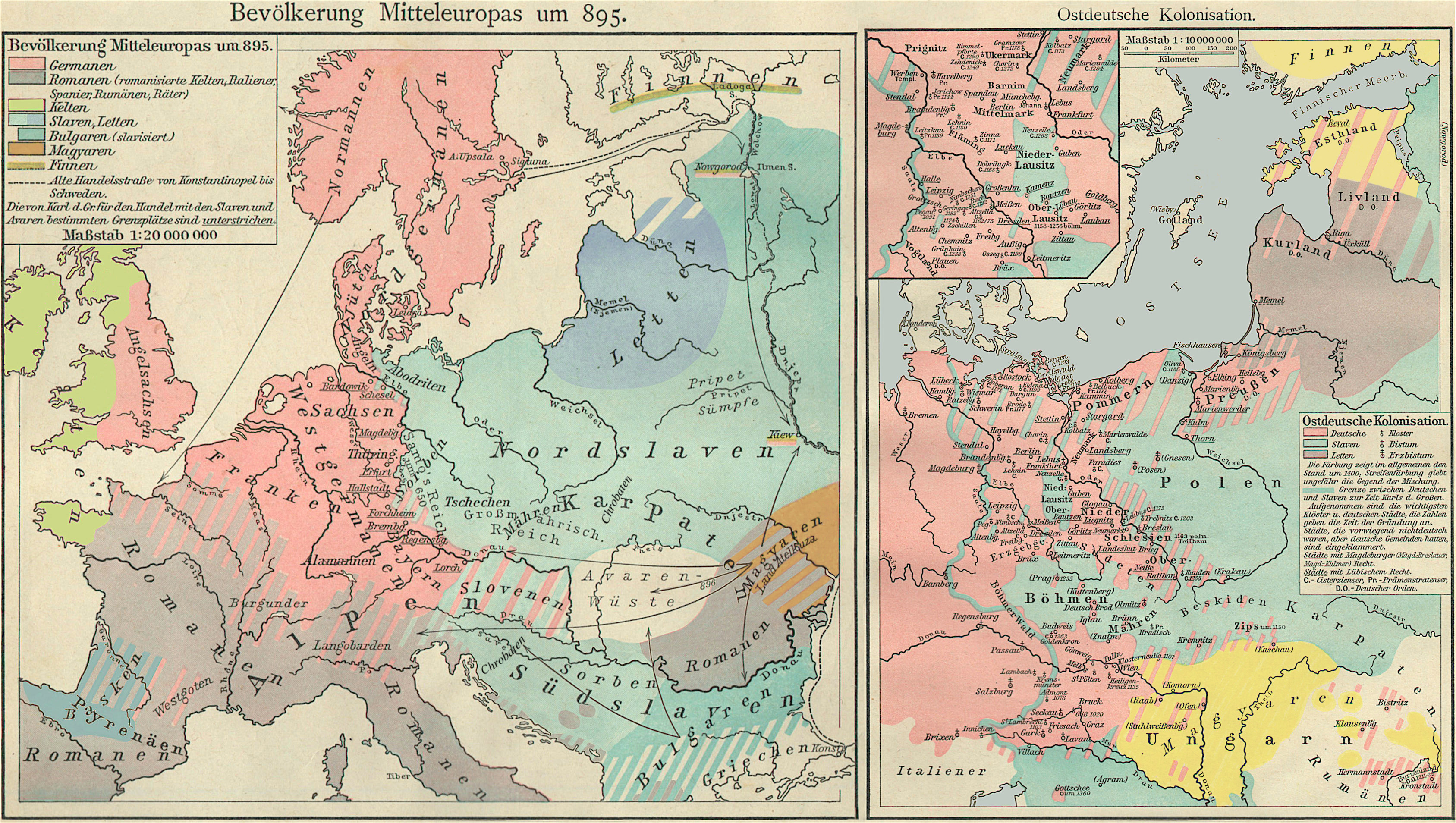
Sașii reprezentați în roz hașurat în Transilvania ca parte a procesului de Ostsiedlung (i.e., colonizarea germană estică în Europa de-a lungul Evului Mediu)
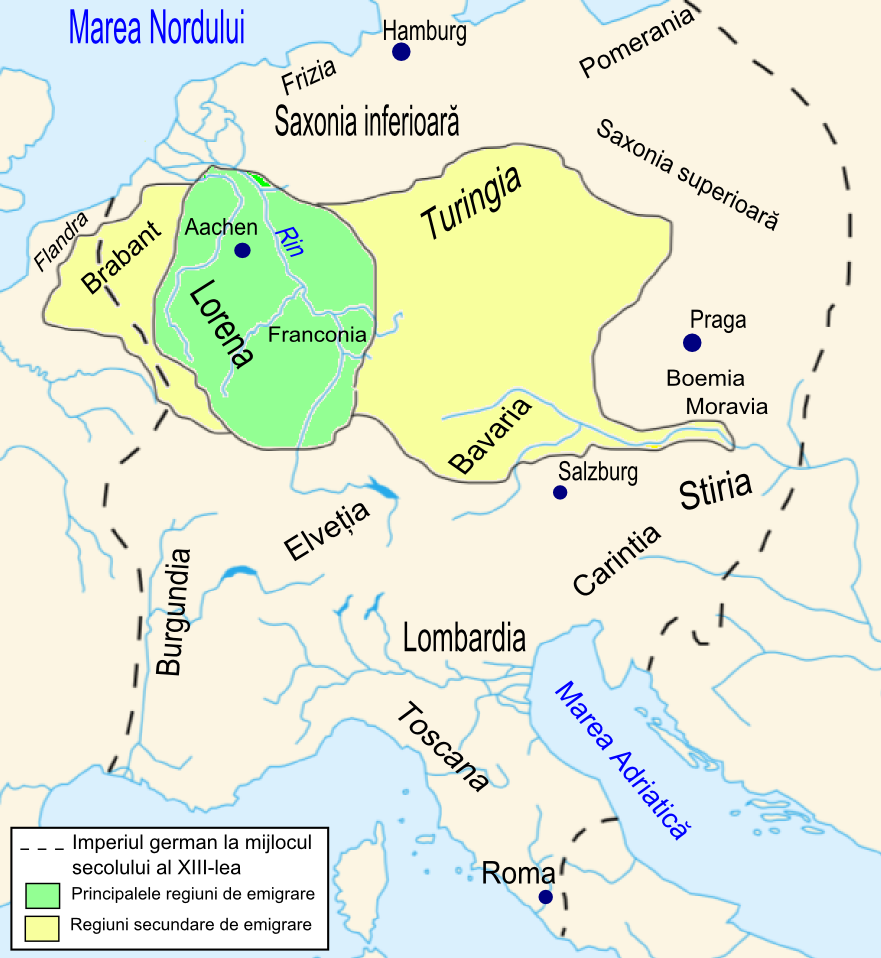
Regiunile de proveniență din Europa centrală și de vest a coloniștilor sași în Transilvania (regiunile principale colorate în verde iar cele secundare în galben)
Cronologia așezării sașilor în Transilvania pe zone geografice, de la mijlocul secolului al XII-lea până la începutul secolului al XIV-lea
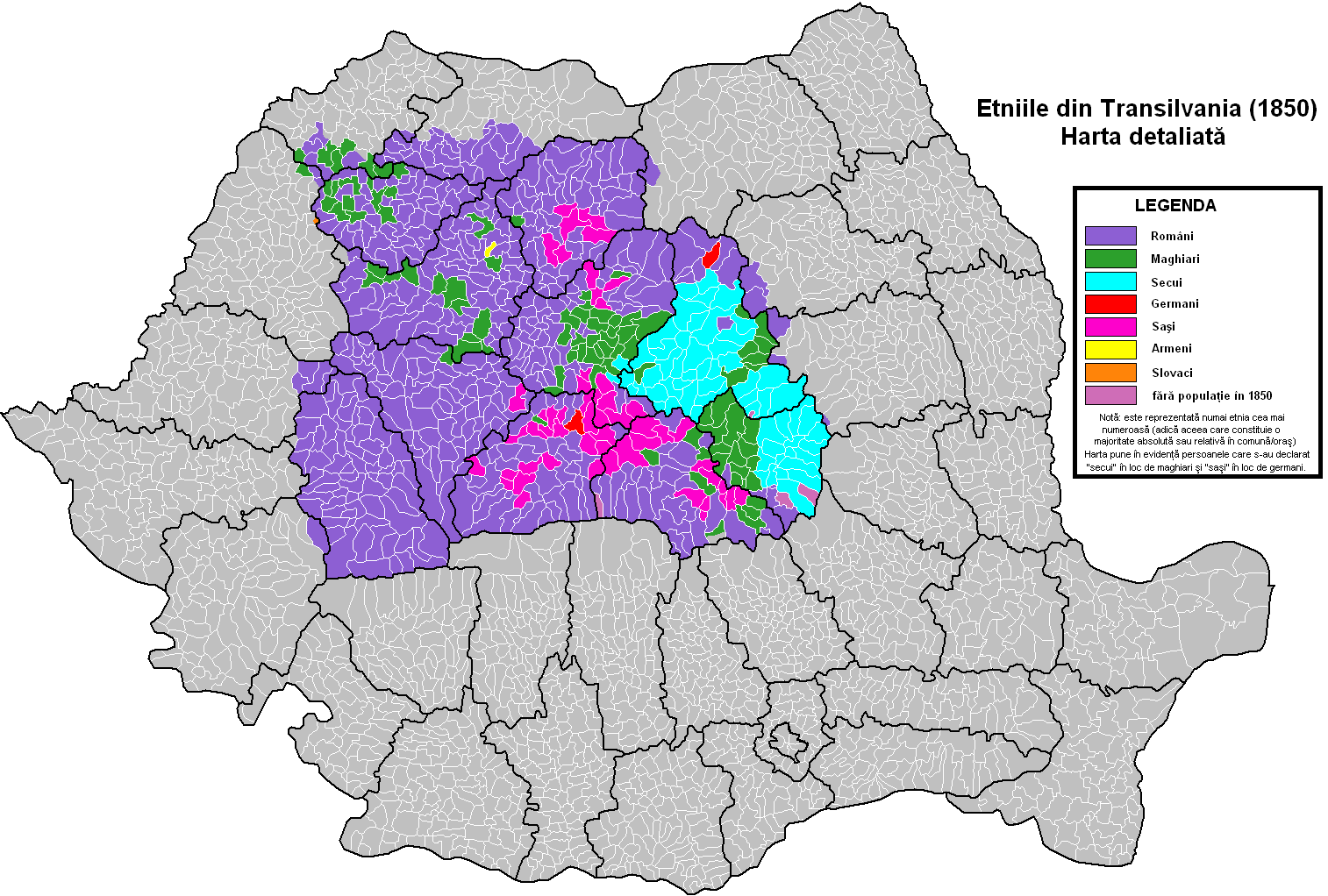
Harta etnică a Principatului Transilvaniei (germană Fürstentum Siebenbürgen), conform datelor recensământului habsburgic efectuat în anul 1850.[j]
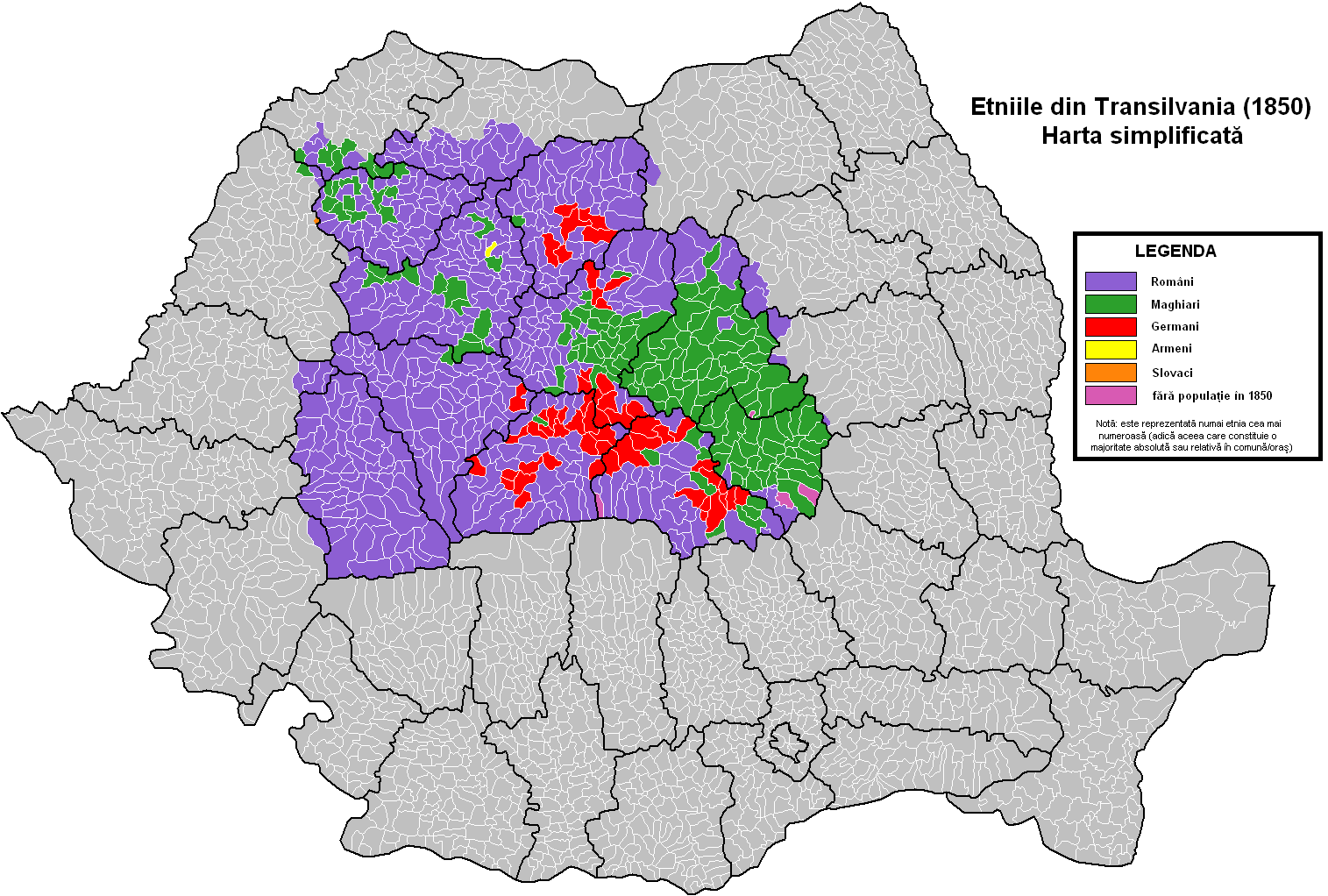
Harta etnică anterioară simplificată
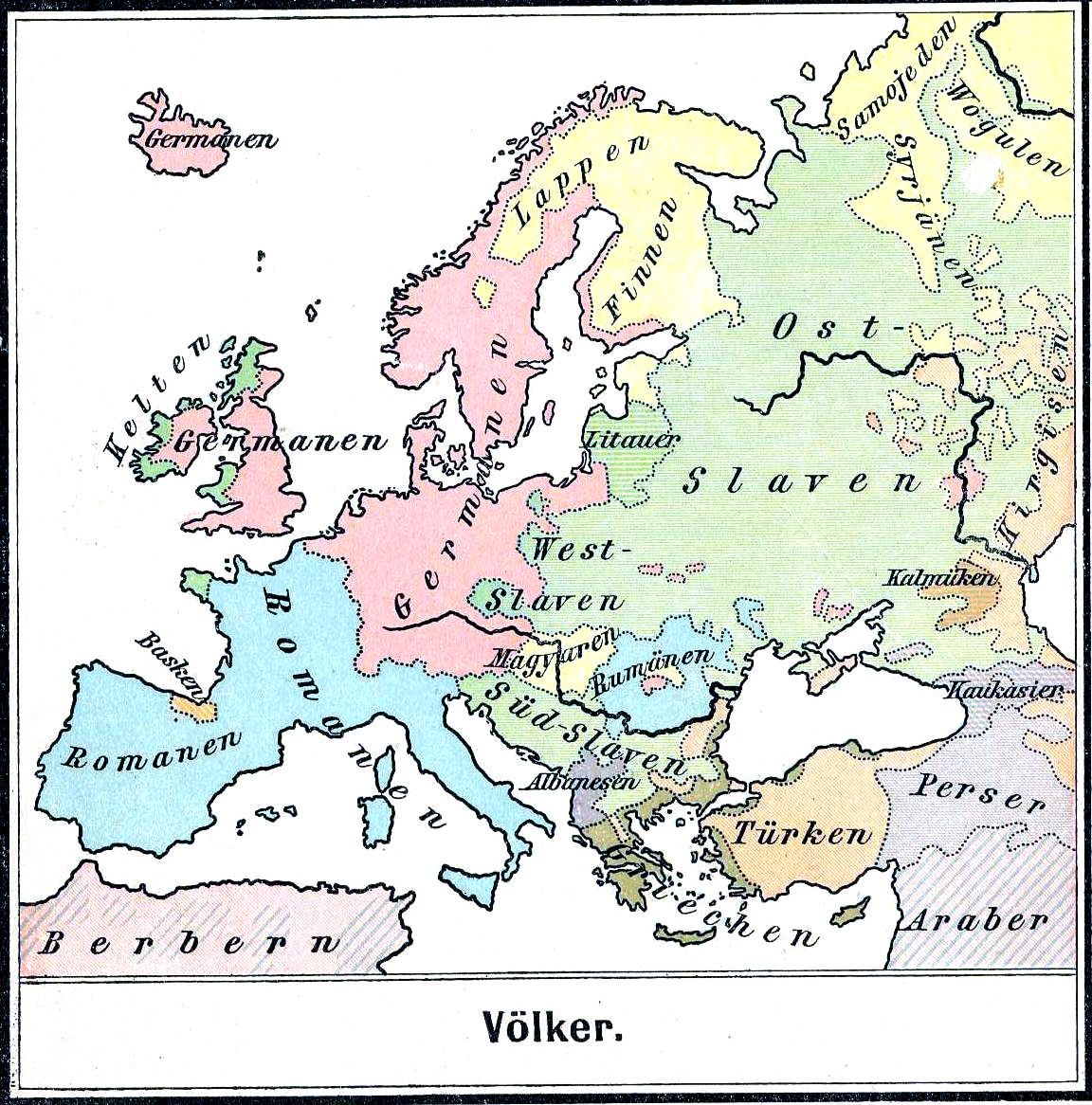
Sașii ca parte a popoarelor germanice din Europa în anul 1899 (doar cu o anumită parte a teritoriilor tradiționale locuite de aceștia în Transilvania pe această hartă, mai precis în sudul regiunii)
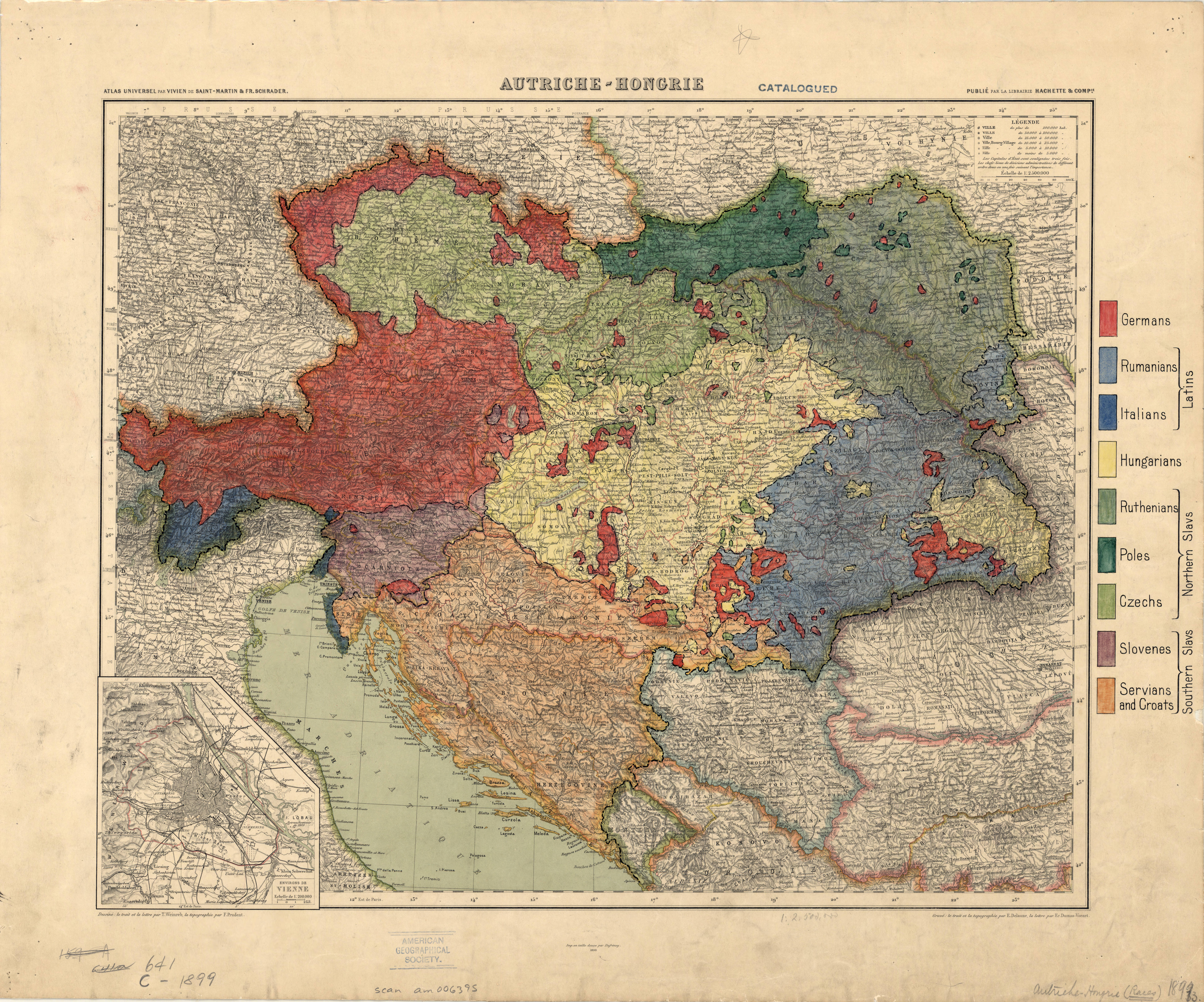
Harta etnografică a Austro-Ungariei în 1899 cu germanii din Transilvania (i.e., sașii) precum și ceilalți germani de pe teritoriile fostei monarhii duale marcați în roșu
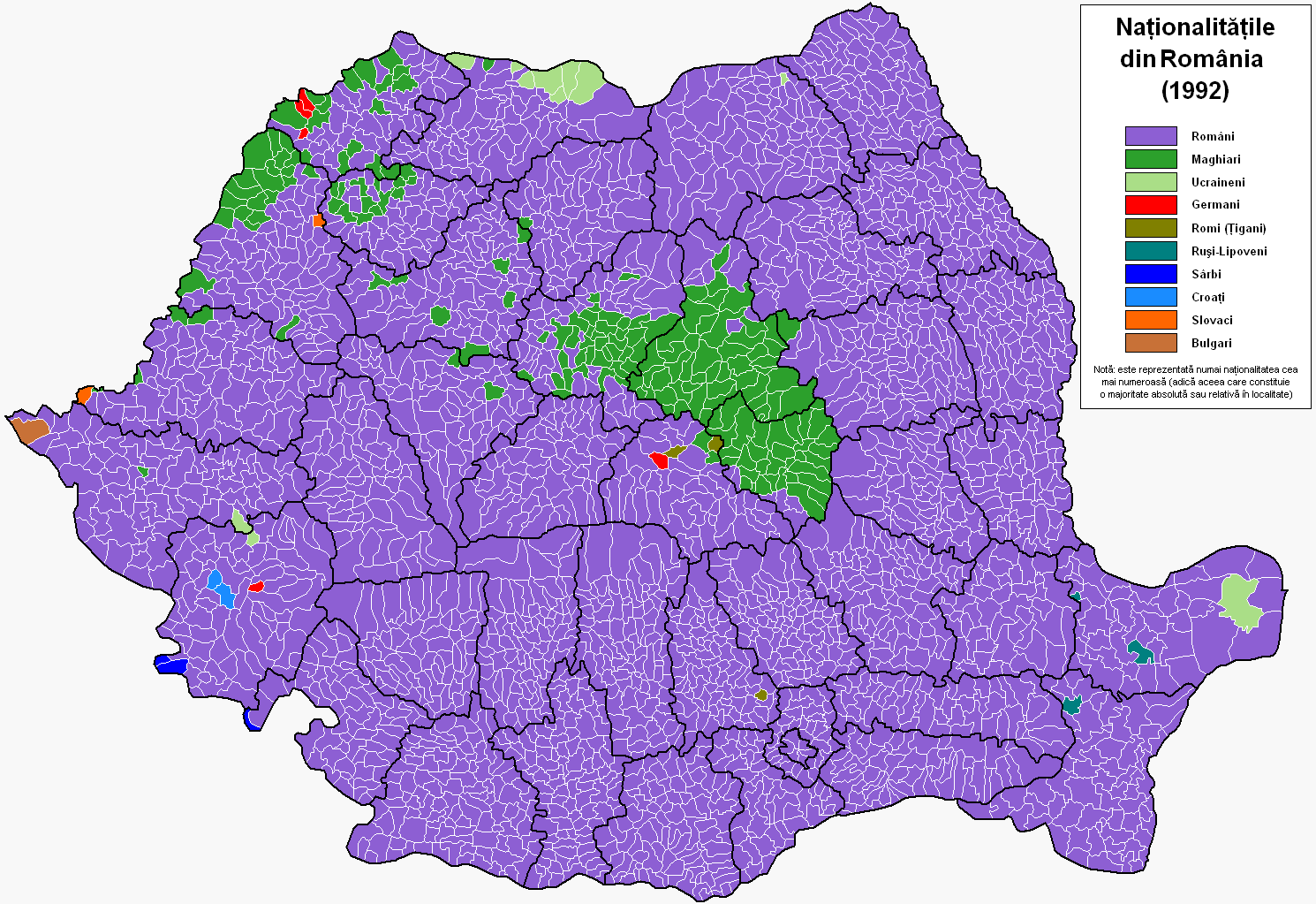
Harta etnică a României în 1992, doar cu o singură comună din județul Brașov locuită atunci în majoritate de sași
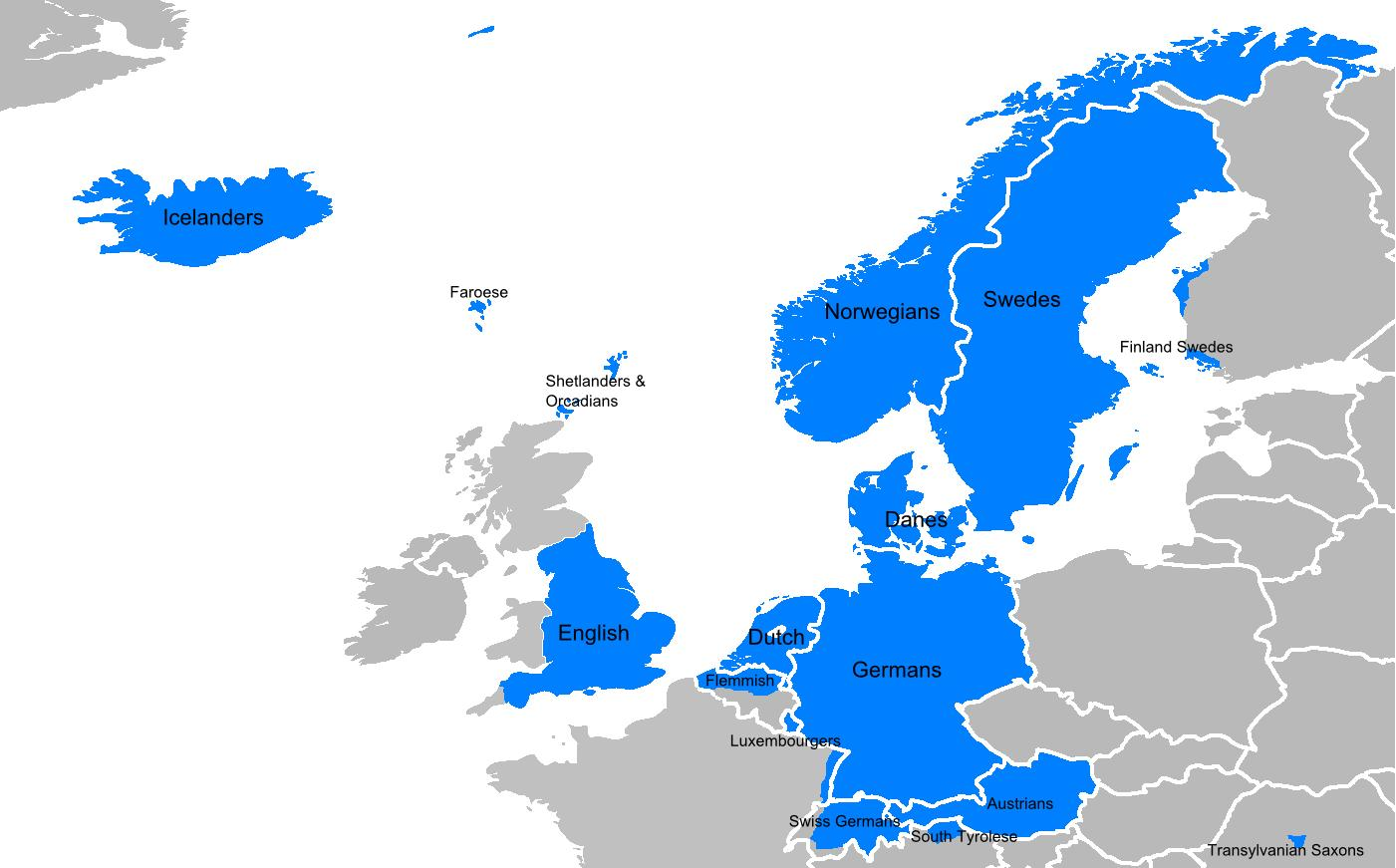
Sașii ca parte a popoarelor germanice din Europa (doar cu o anumită parte a teritoriilor tradiționale locuite de aceștia în Transilvania pe această hartă, mai precis în sudul regiunii)
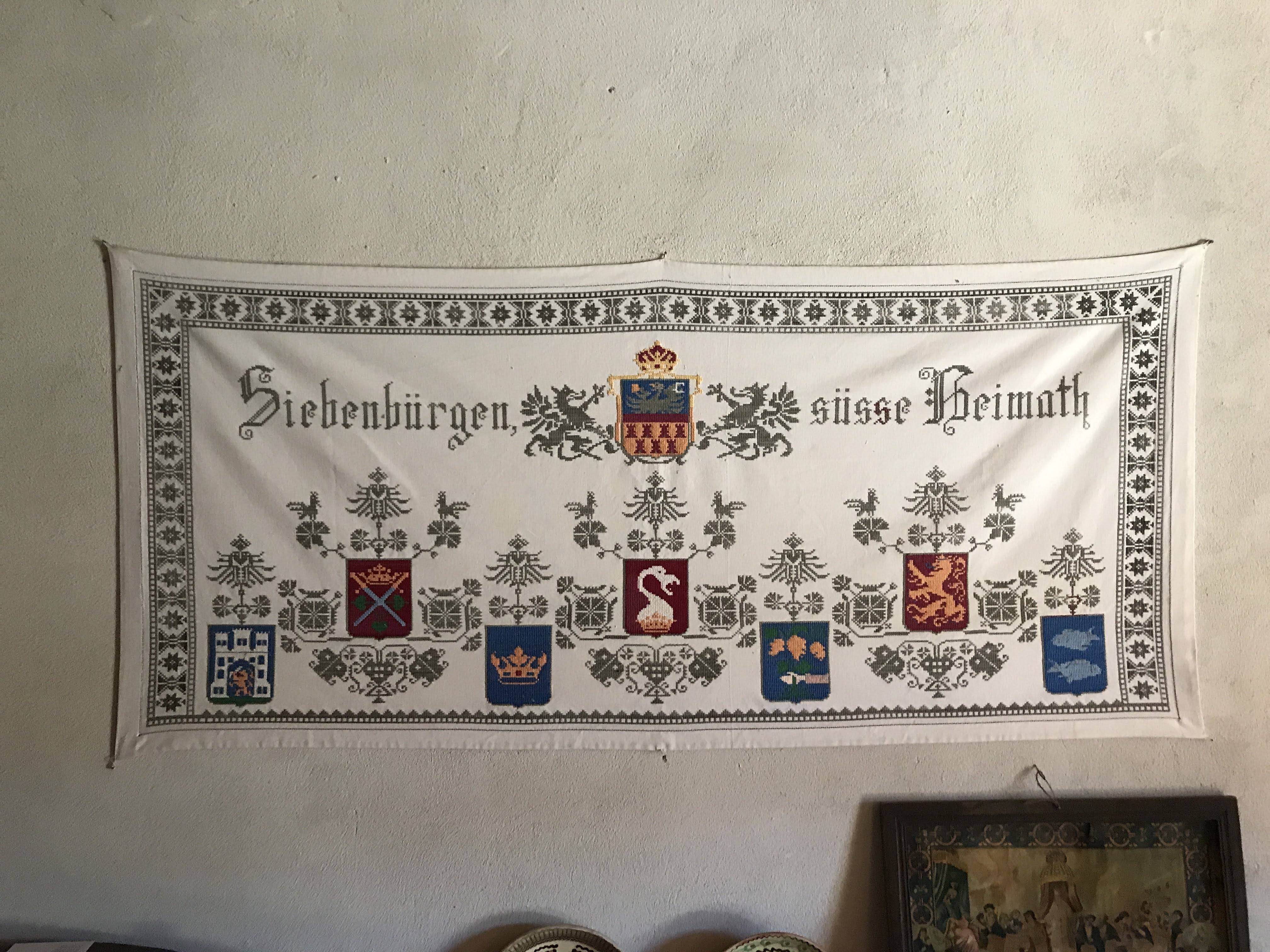
Inscripția Siebenbürgen süsse Heimat (i.e., Transilvania, patrie dulce), pe un covor tradițional săsesc de la biserica fortificată din Axente Sever (în trecut Frâua, în germană Frauendorf)
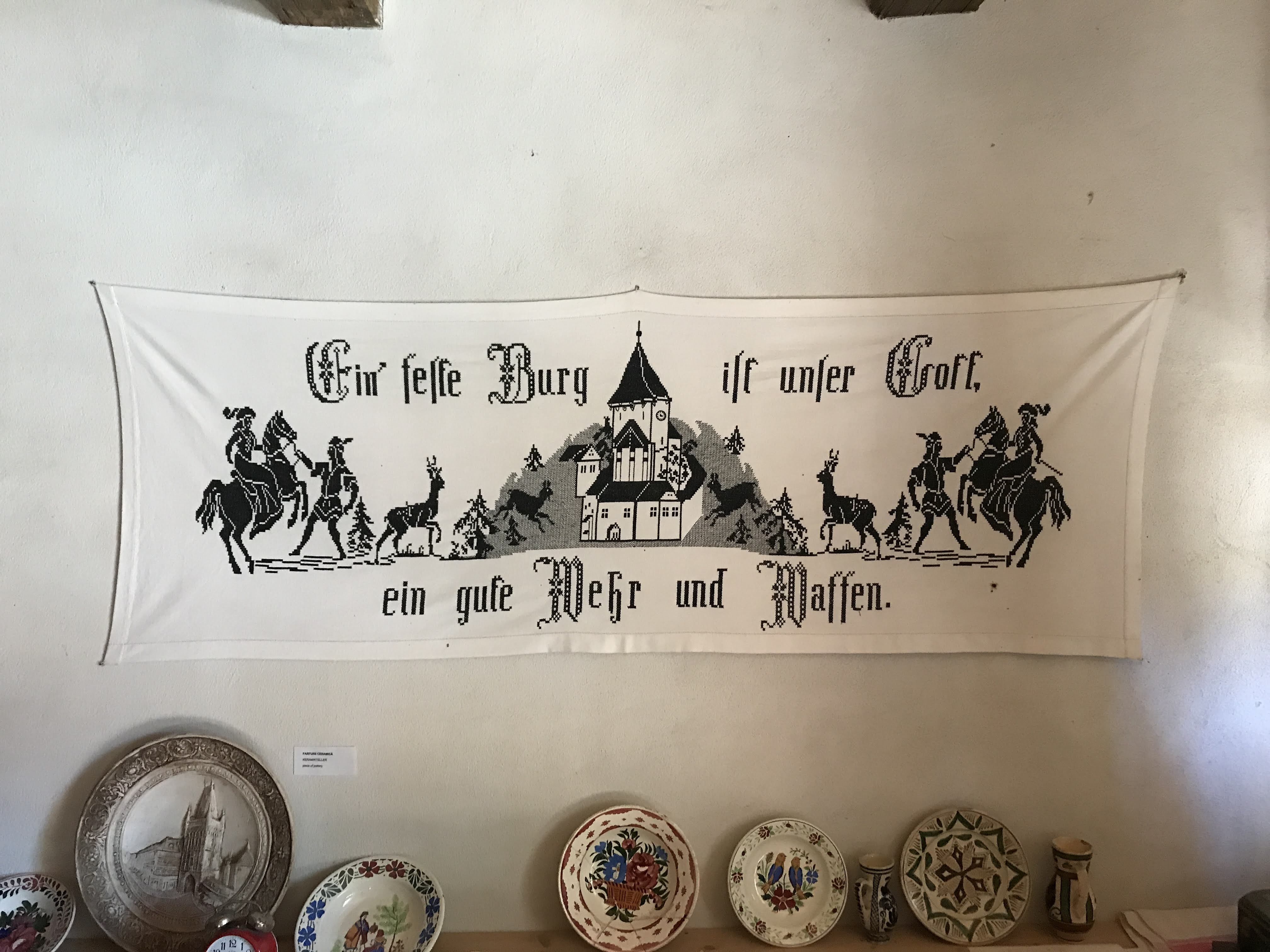
Covor tradițional săsesc de la biserica fortificată din Axente Sever (în trecut Frâua, în germană Frauendorf), cu două inscripții în limba germană, una dintre acestea fiind Ein feste Burg ist unser Gott (i.e., O cetate puternică este Dumnezeul nostru), imn luteran compus de Martin Luther.
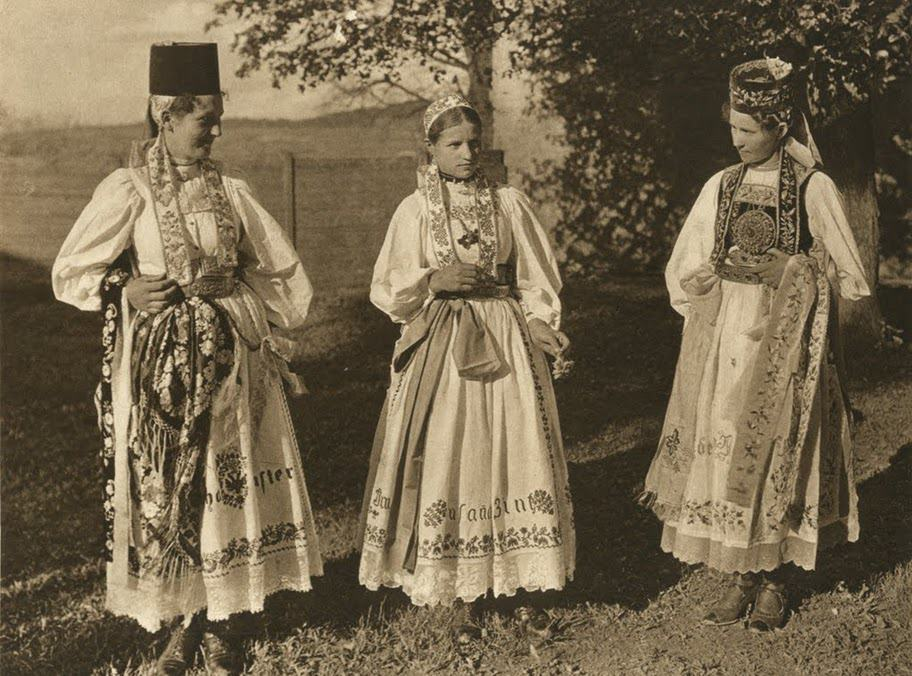
Săsoaice din Roșia (germană Rothberg) în port popular duminica
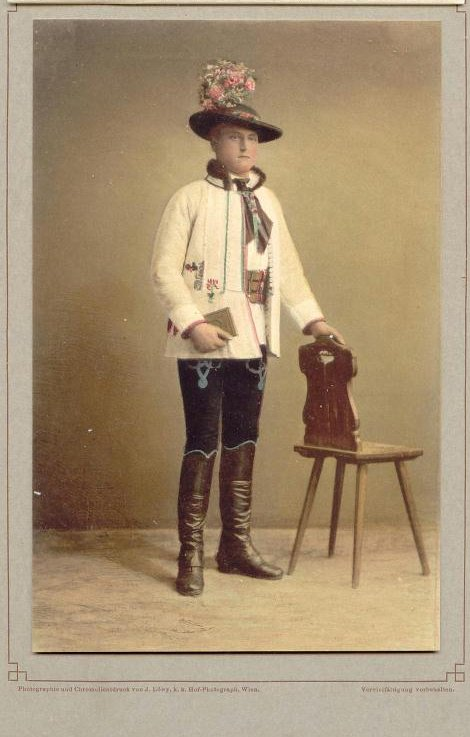
Port popular săsesc masculin din Gușterița/Hammersdorf
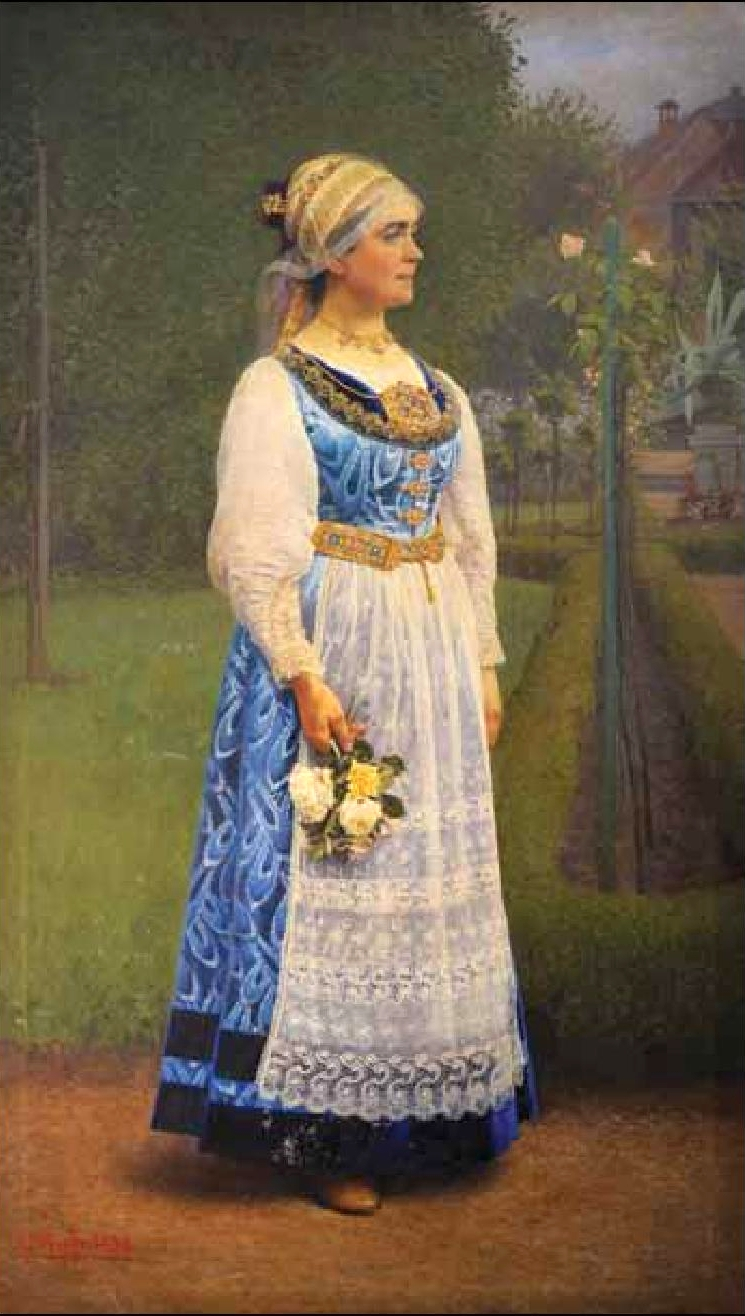
Săsoaică în port popular de pictorul Friedrich Mieß
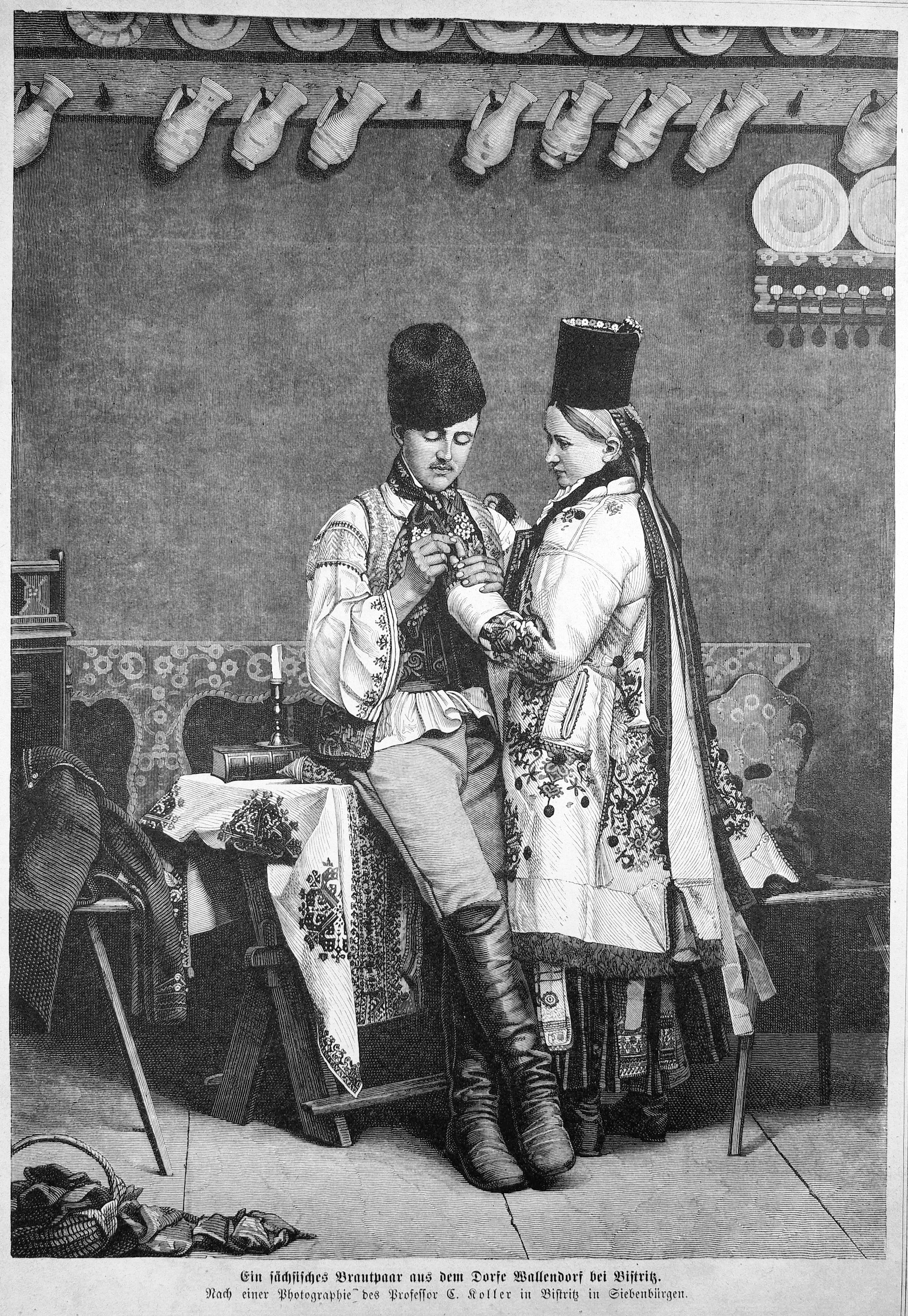
Cuplu tradițional săsesc din Transilvania, zona Bistriței/Țara Năsăudului (germană Nösnerland/Nösnergau)
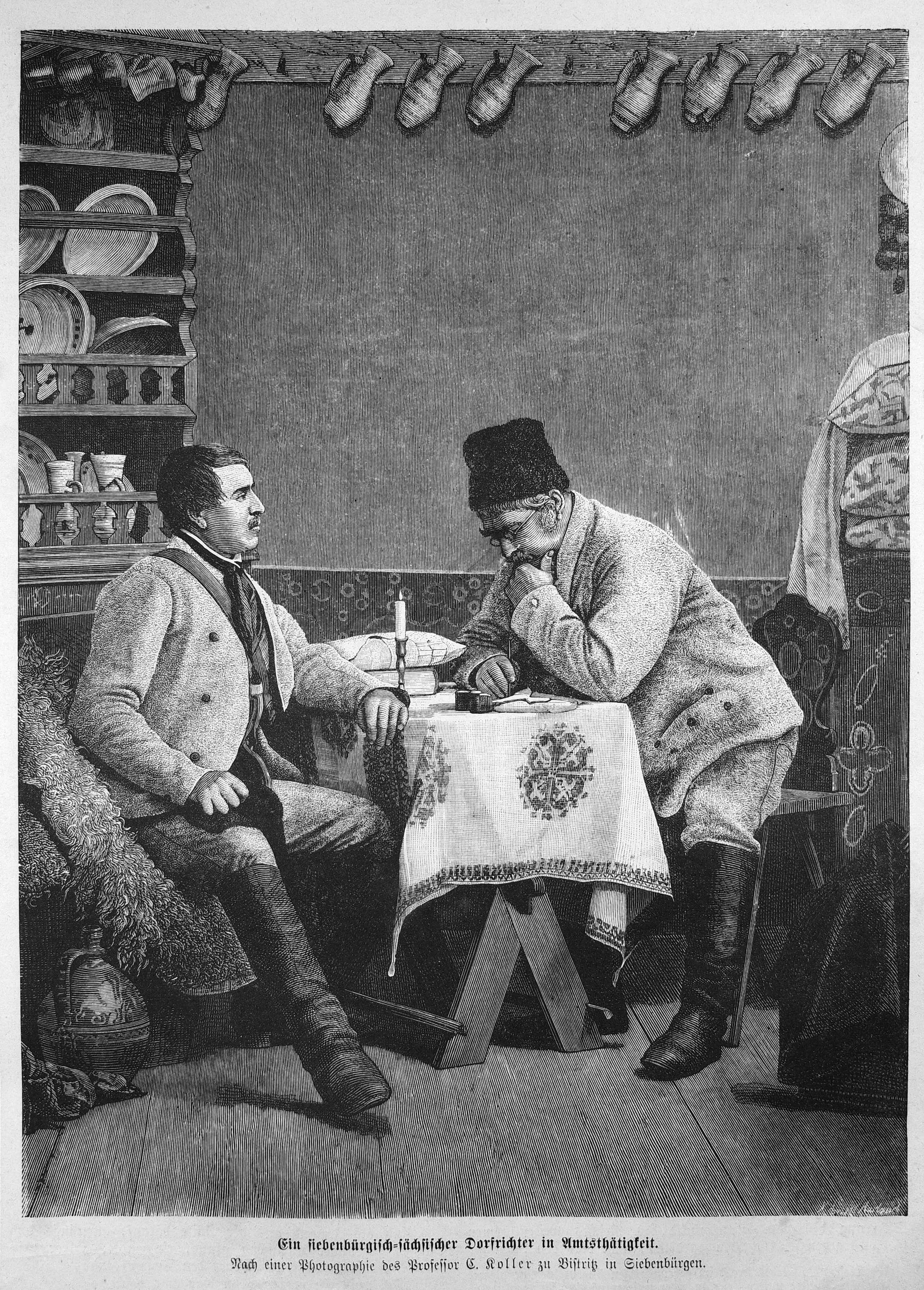
Interior de casă săsească din Bistrița (germană Bistritz)
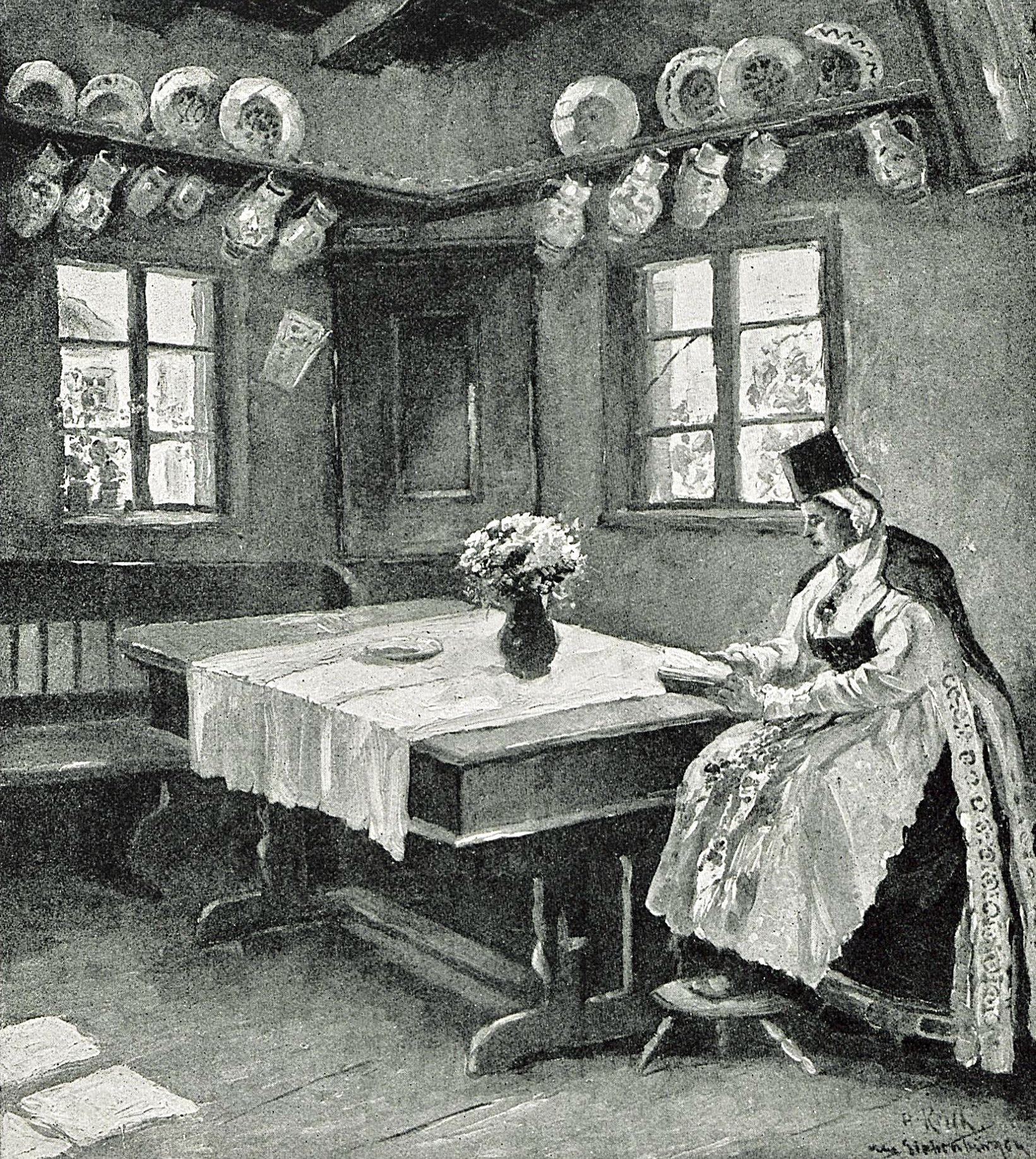
Interior de locuință săsească din mediul rural de pictorul Albert Reich
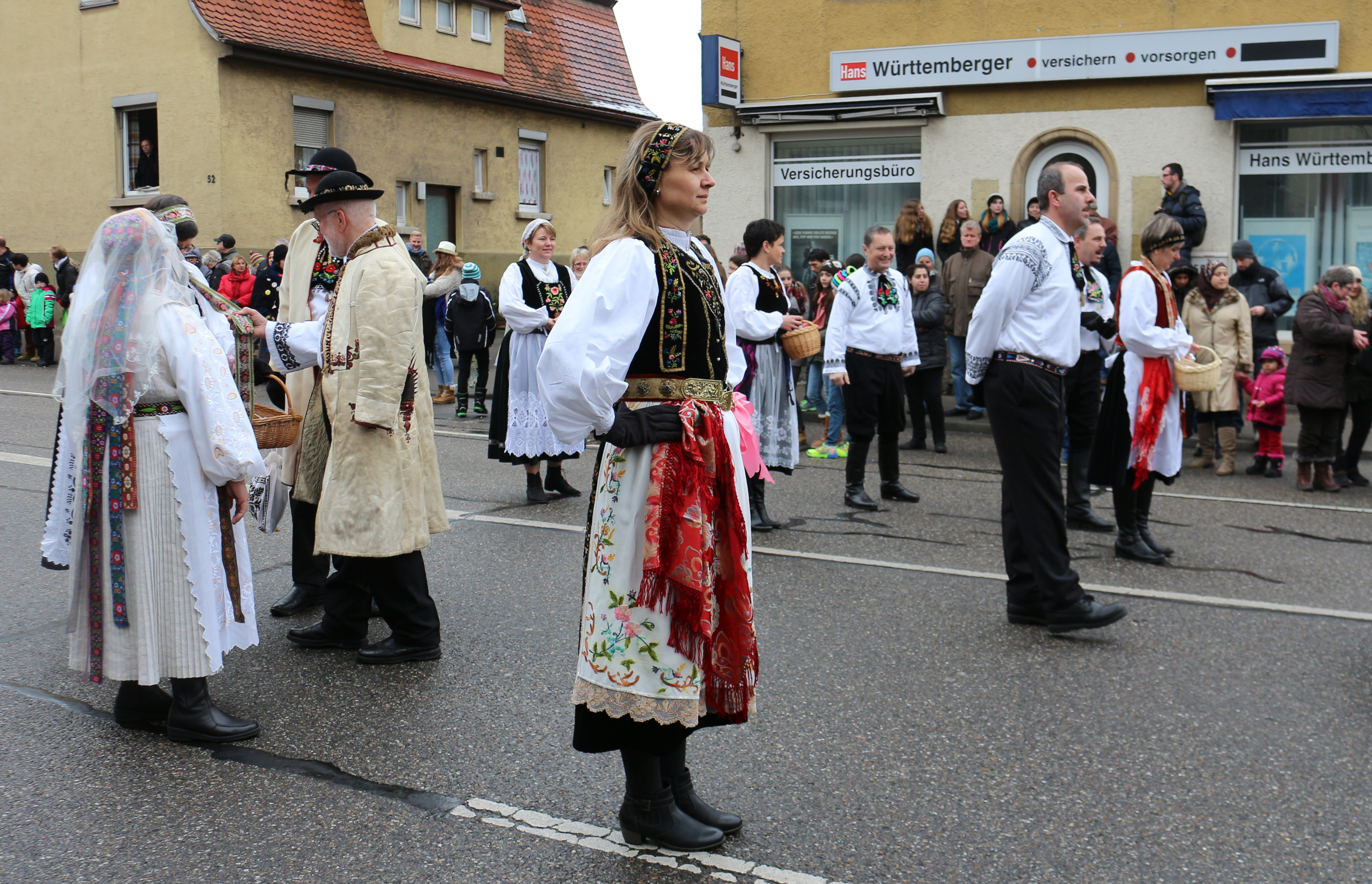
Sași în porturi tradiționale în Dinkelsbühl, Bavaria (2015)
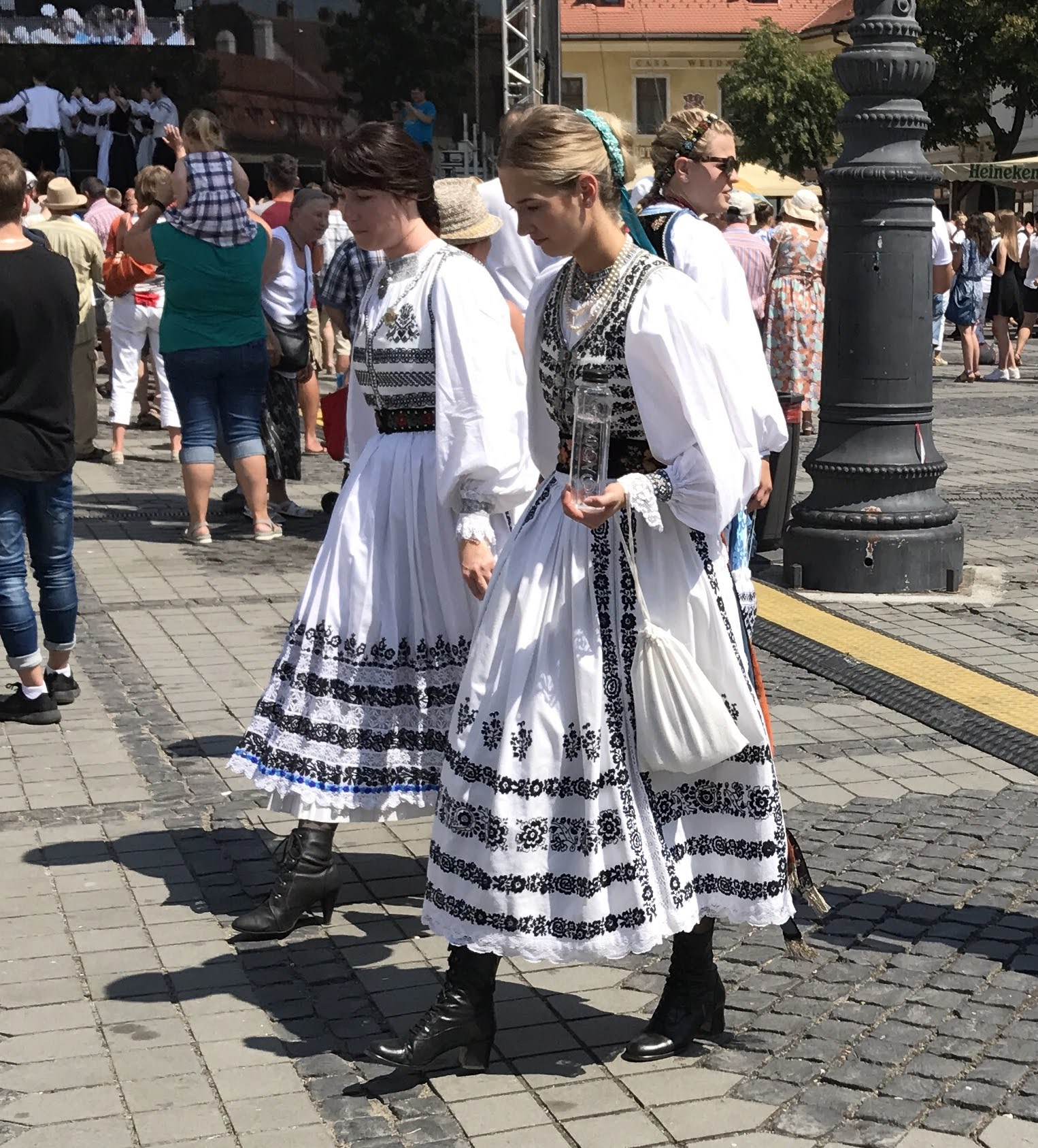
Săsoaice în port popular/tradițional în Sibiu/Hermannstadt (2017)

## Personalități
În ordine alfabetică:
- Johann Michael Ackner, arheolog și naturalist
- Arthur Arz, general, ultimul șef al Marelui Stat Major al armatei imperiale austro-ungare
- Valentin Bakfark, muzician renascentist
- Erich Bergel, dirijor
- Hans Bergel, scriitor și jurnalist
- Wilhelm Georg Berger, compozitor, muzicolog, violist și dirijor
- Franz Binder, explorator
- Ignatius von Born, seful Minelor din Transilvani, Consilier Aulic sub Josef al II-lea
- Günther Bosch, antrenor de tenis
- Martin Bottesch, politician
- Samuel von Brukenthal, guvernator al Transilvaniei, colecționar de artă
- Victor Capesius, farmacist nazist
- Otto Dahinten, arhitect și autorul monografiei orașului Bistrița[93][94]
- Ricky Dandel, solist vocal
- Christa Depner, dizidentă anticomunistă
- Hermann Fabini, arhitect, istoric de artă și politician
- Wilhelm Fabini, artist plastic
- Bernd Fabritius, politician, membru al Bundestagului din partea Uniunii Creștin-Sociale din Bavaria (CSU)
- Carl Filtsch, pianist
- Alexandru Adolf Flechtenmacher, (tatăl sas) compozitor, violonist, dirijor și pedagog
- Christian Flechtenmacher, jurist
- Andrei Folbert, baschetbalist
- Wilhelm Folberth și Friedrich Folberth, inventatori și antreprenori[95]
- Franz Friedrich Fronius, profesor, biolog și etnolog
- Arnold Graffi , oncolog
- Gustav Gräser, artist și scriitor
- Roland Gunesch, handbalist
- Josef Haltrich, pedagog, filolog, preot și etnograf
- Norbert von Hannenheim, compozitor
- Anita Hartig , soprană
- Johann Martin Honigberger, medic și farmacist
- Johannes Honterus, gânditor umanist, reformator religios
- Klaus Johannis, politician, primar al Sibiului (2000-2014), președintele României
- Johannes Kelpius, teolog protestant pietist, scriitor și muzician
- Fritz Klein, medic nazist, criminal de război
- Michael Klein, fotbalist
- Horst Klusch, istoric, etnograf
- Dieter Knall, teolog, 1983-1995 episcopul Bisericii Evanghelice C.A. din Austria
- Friedrich Krasser, medic și poet
- Peter Maffay, cântăreț, compozitor, actor și producător
- Rolf-Frieder Marmont, poet, traducător și scriitor
- Hans Mattis-Teutsch, artist expresionist: pictor, sculptor, grafician
- Georg Maurer, poet, eseist și traducător
- Adolf Meschendörfer, scriitor
- Harald Meschendörfer, pictor și grafician
- Eduard Morres, pictor, topograf artistic
- Siegfried Mureșan (după mamă), politolog și politician
- Thomas Nägler, istoric
- Liviu-Dieter Nisipeanu (după mamă), șahist
- Gernot Nussbächer, scriitor, jurnalist, istoric și arhivist
- Hermann Oberth, fizician
- Oskar Pastior, poet și scriitor
- Artur Phleps,  ofițer în armata imperială austro-ungară, general-locotenent în Armata Română, comandant de divizie Waffen-SS
- Erhard Plesch, politician german[96]
- Dieter Roth, jurnalist, editor și translator[97][98]
- Hans Otto Roth, politician
- Stephan Ludwig Roth, intelectual, cărturar, istoric, pastor luteran, reformator al învățământului, om politic, revoluționar
- Melita Rühn, gimnastă
- Iancu Sasul (mamă săsoaică), domnitor al Moldovei
- Christian Schesaeus, poet umanist
- Georg Simonis, organist și compozitor, fondatorul Filarmonicii din Craiova
- Anne Simonis (Ida Saide), pianistă și compozitoare, sora lui Georg Simonis
- George Simonis, fiul lui Georg Simonis, profesor al Conservatorului din Paris și director al Conservatorului din Cluj
- Eginald Schlattner, scriitor
- Doris Schmidts, câștigătoarea concursului Miss Germany în 2009
- Frieder Schuller, poet, scenarist și regizor de filme
- Dutz Schuster, scriitor
- Hellmut Seiler, poet, traducător și scriitor satiric de limbă germană
- Martin Siebenbürger, primar al Vienei
- Georg Soterius, umanist
- Christian Tell, general, membru al Guvernului Provizoriu al Țării Românești
- Georg Daniel Teutsch, episcop evanghelic
- Rudolf Wagner-Régeny, compozitor și apoi profesor și decan al conservatorului din Rostock
- Erwin Wittstock, scriitor
- Joachim Wittstock, scriitor
- Oskar Wittstock, scriitor
- Carl Wolff, economist
- Volker Wollmann, istoric
- Albert Ziegler, pilot, constructor și instructor aviatic
- Walter Ziegler, ciclist de performanță